# Список хет-триків Ліги чемпіонів УЄФА

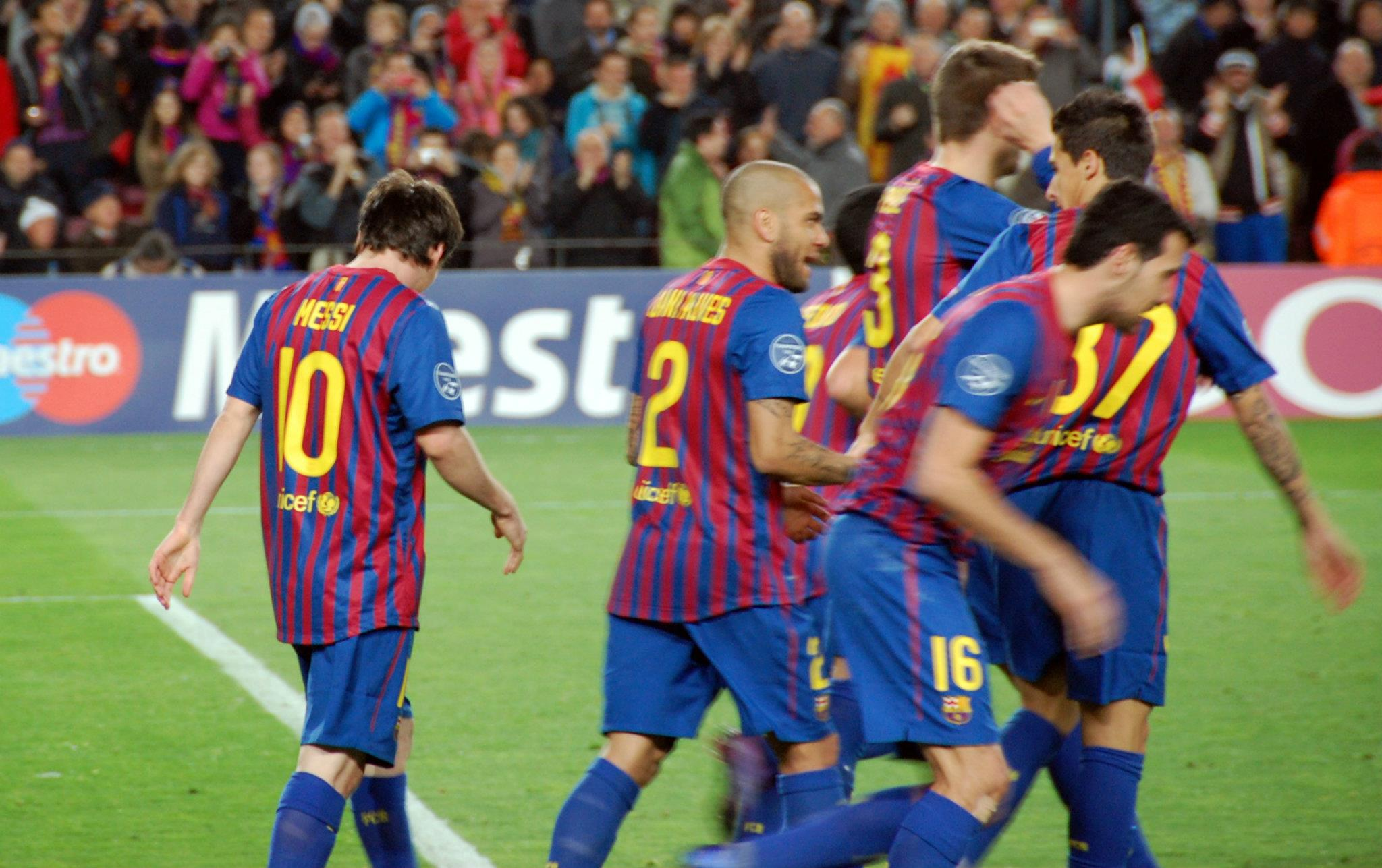
Матч Барселона — Байєр, який відбувся 7 березня 2012 року, і у якому Ліонель Мессі оформив перший пента-трик в історії Ліги чемпіонів

Ліга чемпіонів УЄФА є найпрестижнішим клубним змаганням, в якому беруть участь найсильніші клуби національних футбольних чемпіонатів зони УЄФА. Сам турнір «Ліга чемпіонів» є реформованим у 1992 році Кубком європейських чемпіонів, змагання за який розпочалися ще у 1955 році.
Під хет-триком у футболі розуміють три голи, забитих в одному матчі одним гравцем. Каре (покер) та пента-трик — відповідно чотири та п'ять голів. Першим гравцем, який зробив хет-трик в основному розіграші Ліги чемпіонів, став гравець Мілану Марко ван Бастен. Це сталося 25 листопада 1992 року в матчі проти Гетеборга. Найшвидший хет-трик зробив Мохаммед Салах у сезоні 2022–2023. Лідерами за кількістю хет-триків є Ліонель Мессі та Кріштіану Роналду, в котрих вісім та сім таких досягнень відповідно. Адріано, Роберто Сольдадо, Кріштіану Роналду, Ліонель Мессі та Маріо Гомес робили хет-трики у двох сезонах поспіль. Найбільша перерва між зробленими хет-триками — у Майкла Оуена (перший у сезоні 2002–2003, другий — у сезоні 2009–2010). Найменша перерва — у Луїса Адріану, який зробив два хет-трики в одному сезоні (2014–2015) з різницею у два тижні. Окрім того, він став першим гравцем, який оформлював два хет-трики одній і тій самій команді, а також єдиним гравцем, який забив чотири голи в першому таймі.

## Список гравців

### Умови включення та умовні позначення
У список включені тільки ті гравці, які оформили хет-трик, покер (каре) чи пента-трик в основному раунді  Ліги чемпіонів (починаючи з 1992 року). Хет-трики Кубка європейських чемпіонів наведено в окремому списку.
Дані в списку подані в хронологічному порядку. Позначки «4» та «5» вгорі біля імені гравця показують ті випадки, коли гравець оформив покер («4») чи пента-трик («5»). В графі «Громадянство» наводиться «футбольне» громадянство гравця, тобто збірна, за яку він виступав або міг виступати. Для кожного матчу вказані хвилини забитих м'ячів гравцем (і тільки його). Розрахунок у хвилинах вказує на час, який гравець витратив від першого забитого м'яча до третього; якщо гравець забив більше трьох голів, рахунок все одно йде для трьох перших голів (тобто хет-трика).

### 1992 — 2000
| Сезон                                     | Гравець               | Дата                   | Стадіон і місто                                | Клуб                | Голи та результат матчу                     | Суперник      | Примітки |
| ----------------------------------------- | --------------------- | ---------------------- | ---------------------------------------------- | ------------------- | ------------------------------------------- | ------------- | -------- |
| 1992-1993 Груповий етап (група B)         | Марко ван Бастен4     | 25 листопада 1992 року | «Сан-Сіро», Мілан                              | «Мілан»             | 4:0 33', 53' (пен.), 61', 62' (29 хвилин)   | «Гетеборг»    | [ 7 ]    |
| 1992-1993 Груповий етап (група A)         | Франк Созе            | 17 березня 1993 року   | «Велодром», Марсель                            | «Марсель»           | 6:0 5' (пен.), 35', 49' (44 хвилини)        | ЦСКА          | [ 8 ]    |
| 1995-1996 Груповий раунд (група D)        | Ярі Літманен          | 27 вересня 1995 року   | Стадіон імені Альберта Флоріана, Будапешт      | «Аякс»              | 5:1 57', 79' (пен.), 87' (30 хвилин)        | «Ференцварош» | [ 9 ]    |
| 1995-1996 Груповий раунд (група D)        | Рауль Гонсалес        | 18 жовтня 1995 року    | Стадіон імені Сантьяго Бернабеу, Мадрид        | «Реал Мадрид»       | 6:1 24', 25', 84' (60 хвилин)               | «Ференцварош» | [ 10 ]   |
| 1995-1996 Груповий раунд (група B)        | Майкл Ньюелл          | 5 грудня 1995 року     | «Івуд Парк», Блекберн                          | «Блекберн Роверз»   | 4:1 30', 37', 40' (10 хвилин)               | «Русенборг»   | [ 11 ]   |
| 1996-1997 Груповий раунд (група D)        | Марко Сімоне          | 25 вересня 1996 року   | «Сан-Сіро», Мілан                              | «Мілан»             | 4:1 6', 23', 25' (19 хвилин)                | «Русенборг»   | [ 12 ]   |
| 1997-1998 Груповий раунд (група C)        | Фаустіно Аспрілья     | 17 вересня 1997 року   | «Сент-Джеймс Парк», Ньюкасл-апон-Тайн          | «Ньюкасл Юнайтед»   | 3:2 22' (пен.), 31', 49' (27 хвилин)        | «Барселона»   | [ 13 ]   |
| 1997-1998 Груповий раунд (група C)        | Андрій Шевченко       | 5 листопада 1997 року  | «Камп Ноу» Барселона                           | «Динамо»            | 4:0 9', 32', 44' (35 хвилин)                | «Барселона»   | [ 14 ]   |
| 1997-1998 Груповий раунд (група B)        | Ендрю Коул            | 5 листопада 1997 року  | «Феєнорд», Роттердам                           | «Манчестер Юнайтед» | 3:1 30', 43', 73' (43 хвилини)              | «Феєнорд»     | [ 15 ]   |
| 1997-1998 Чвертьфінал                     | Філіппо Індзагі       | 18 березня 1998 року   | «Олімпійський», Київ                           | «Ювентус»           | 4:1 29', 65', 73' (44 хвилини)              | «Динамо»      | [ 16 ]   |
| 1997-1998 Півфінал                        | Алессандро Дель П'єро | 1 квітня 1998 року     | «Делле Альпі», Турин                           | «Ювентус»           | 4:1 35' (пен.), 45', 62' (пен.) (27 хвилин) | «Монако»      | [ 17 ]   |
| 1998-1999 Груповий раунд (група B)        | Сігурд Рушфельд       | 21 жовтня 1998 року    | «Леркендал», Тронгейм                          | «Русенборг»         | 3:0 69', 86', 89' (20 хвилин)               | «Галатасарай» | [ 18 ]   |
| 1998-1999 Груповий раунд (група F)        | Руд ван Ністелрой     | 25 листопада 1998 року | Олімпійський стадіон, Гельсінкі                | ПСВ                 | 3:1 30', 67', 82' (пен.) (52 хвилини)       | ГІК           | [ 19 ]   |
| 1998-1999 Груповий раунд (група F)        | Уве Рюслер            | 9 грудня 1998 року     | «Стадіон імені Фріца Вальтера», Кайзерслаутерн | «Кайзерслаутерн»    | 5:2 43', 61', 80' (37 хвилини)              | ГІК           | [ 20 ]   |
| 1999-2000 Перший груповий раунд (група G) | Андрій Тихонов        | 15 вересня 1999 року   | «Стадіон імені короля Віллема II», Тілбург     | «Спартак»           | 3:1 26' (пен.), 36', 52' (пен.) (26 хвилин) | «Вілем II»    | [ 21 ]   |
| 1999-2000 Другий груповий раунд (група D) | Сімоне Індзагі4       | 14 березня 2000 року   | Олімпійський стадіон, Рим                      | «Лаціо»             | 5:1 17', 37', 38', 71' (21 хвилина)         | «Марсель»     | [ 22 ]   |
| 1999-2000 Чвертьфінал                     | Херард Лопес          | 5 квітня 2000 року     | «Месталья», Валенсія                           | «Валенсія»          | 5:2 4', 40', 80' (76 хвилин)                | «Лаціо»       | [ 23 ]   |

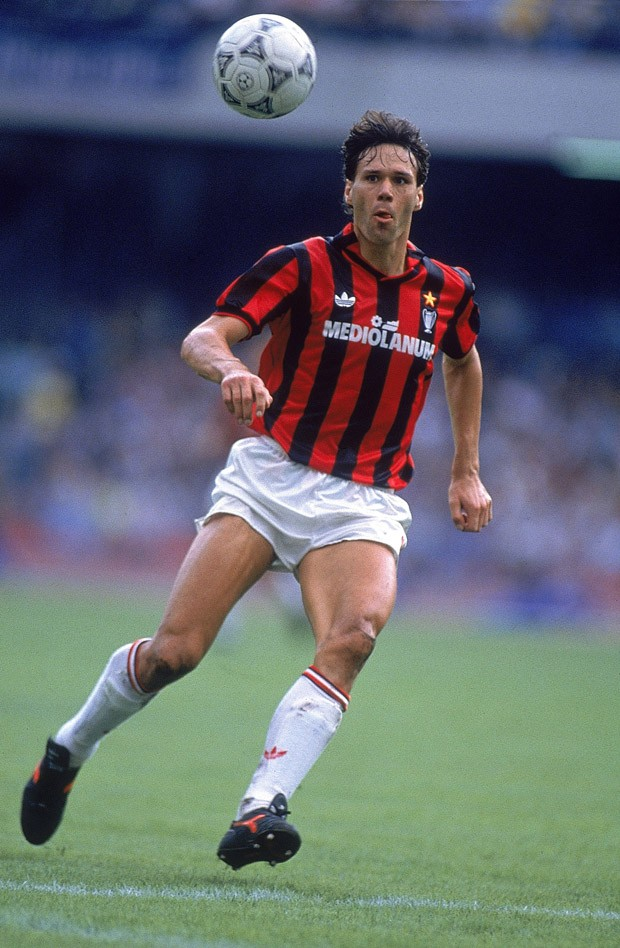
Марко ван Бастен
Франк Созе
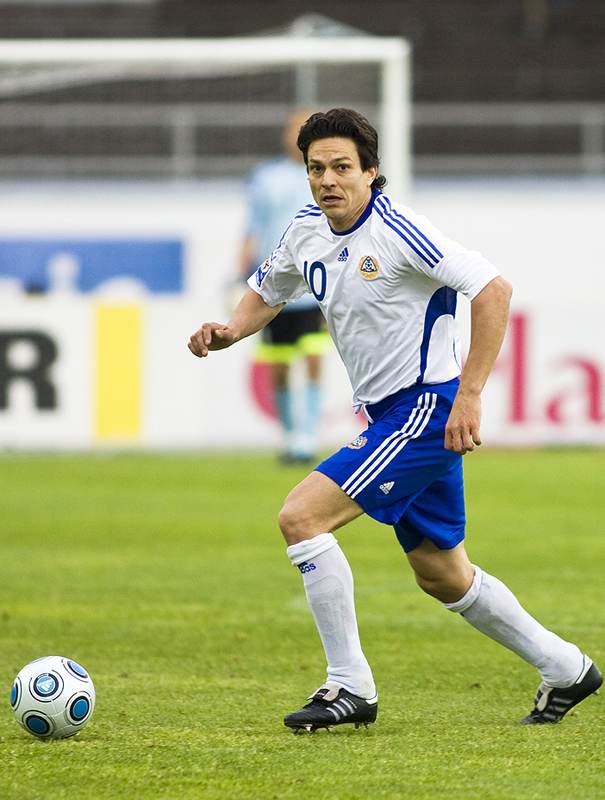
Ярі Літманен
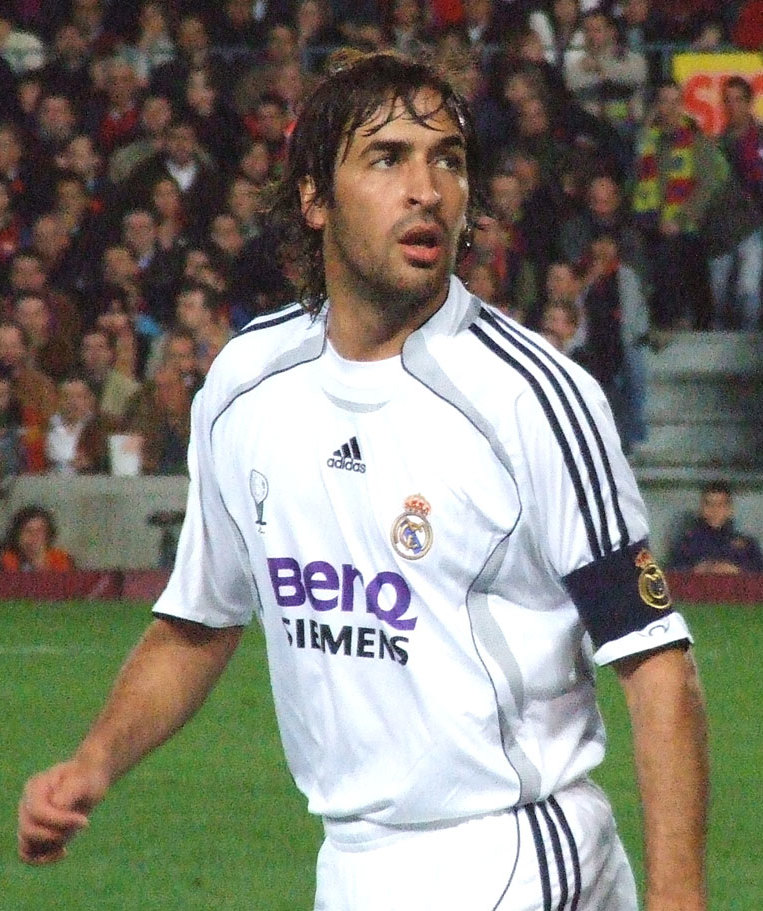
Рауль
Марко Сімоне
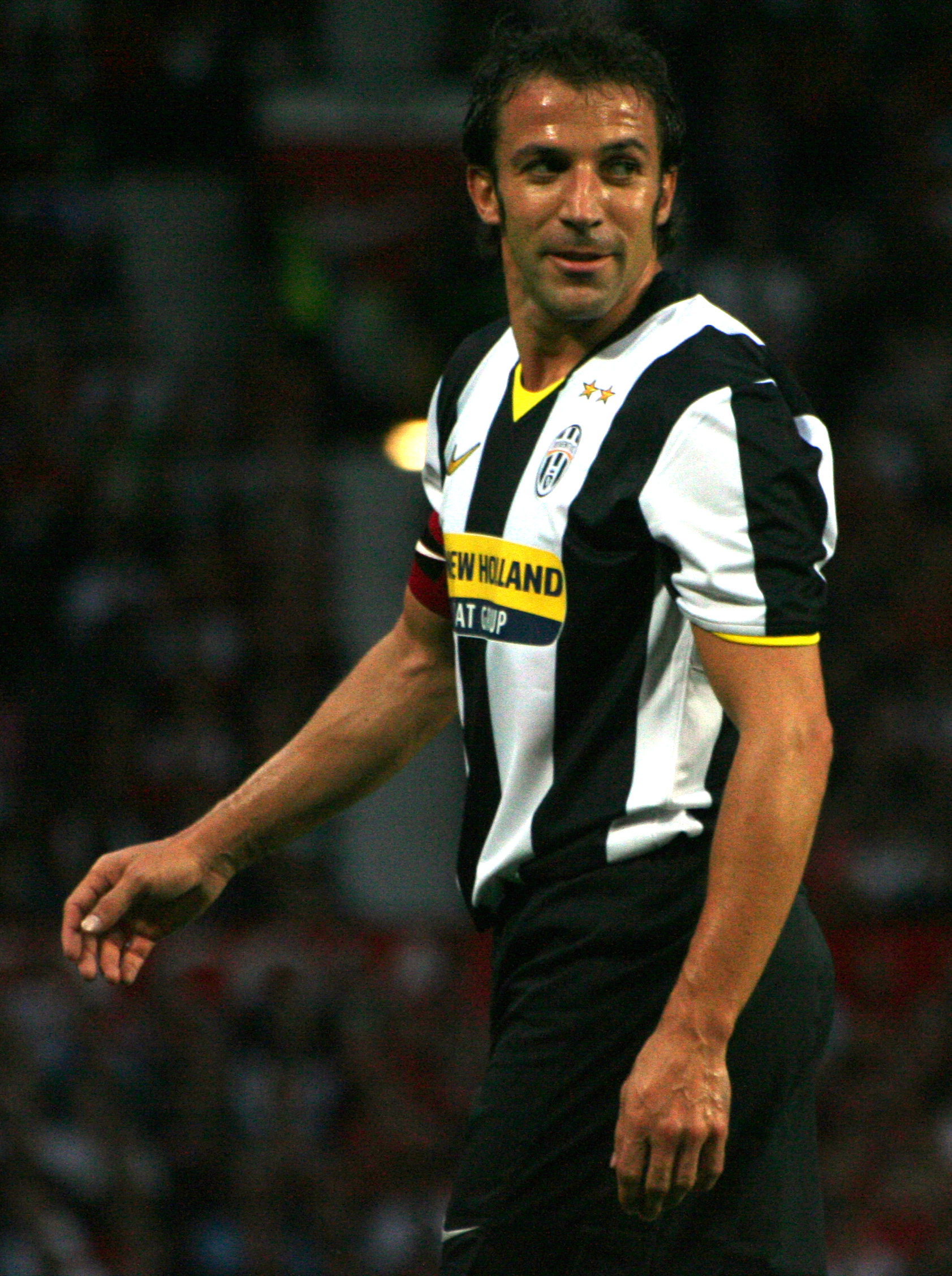
Алессандро дель П'єро

### 2000 — 2010
| Сезон                                     | Гравець            | Дата                   | Стадіон і місто                             | Клуб                | Голи та результат матчу                      | Суперник            | Примітки |
| ----------------------------------------- | ------------------ | ---------------------- | ------------------------------------------- | ------------------- | -------------------------------------------- | ------------------- | -------- |
| 2000-2001 Перший груповий раунд (група G) | Ендрю Коул         | 13 вересня 2000 року   | «Олд Траффорд», Манчестер                   | «Манчестер Юнайтед» | 5:1 15', 50', 72' (57 хвилин)                | «Андерлехт»         | [ 24 ]   |
| 2000-2001 Перший груповий раунд (група E) | Філіппо Індзагі    | 13 вересня 2000 року   | «Фолькспаркштадіон», Гамбург                | «Ювентус»           | 4:4 36', 52', 88' (пен.) (52 хвилини)        | «Гамбург»           | [ 25 ]   |
| 2000-2001 Перший груповий раунд (група F) | Фроде Йонсен       | 26 вересня 2000 року   | «Леркендал», Тронгейм                       | «Русенборг»         | 6:1 21', 29', 79' (58 хвилин)                | «Гельсінборг»       | [ 26 ]   |
| 2000-2001 Перший груповий раунд (група D) | Марко Сімоне       | 27 вересня 2000 року   | Стадіон імені Луї II, Монако                | «Монако»            | 5:0 13', 38', 41' (28 хвилин)                | «Штурм»             | [ 27 ]   |
| 2000-2001 Перший груповий раунд (група H) | Рівалду            | 18 жовтня 2000 року    | «Сан-Сіро», Мілан                           | «Барселона»         | 3:3 19', 43', 68' (49 хвилин)                | «Мілан»             | [ 28 ]   |
| 2000-2001 Перший груповий раунд (група B) | Клаудіо Лопес      | 25 жовтня 2000 року    | Олімпійський стадіон, Рим                   | «Лаціо»             | 5:1 48', 68', 90' (42 хвилини)               | «Шахтар»            | [ 29 ]   |
| 2000-2001 Другий груповий раунд (група B) | Вальтер Пандіані   | 7 березня 2001 року    | «Ріасор», А-Корунья                         | «Депортіво»         | 4:3 57', 76', 84' (27 хвилин)                | «Парі Сен-Жермен»   | [ 30 ]   |
| 2002-2003 Перший груповий раунд (група F) | Предраг Джорджевич | 18 вересня 2002 року   | Стадіон імені Георгіоса Камараса, Афіни     | «Олімпіакос»        | 6:2 44' (пен.), 64', 73' (29 хвилин)         | «Баєр 04»           | [ 31 ]   |
| 2002-2003 Перший груповий раунд (група G) | Рой Макай          | 18 вересня 2002 року   | Олімпійський стадіон, Мюнхен                | «Депортіво»         | 3:2 12', 45+1', 77' (65 хвилин)              | «Баварія»           | [ 32 ]   |
| 2002-2003 Перший груповий раунд (група G) | Філіппо Індзагі    | 24 вересня 2002 року   | «Ріасор», А-Корунья                         | «Мілан»             | 4:0 12', 45+1', 77' (65 хвилин)              | «Депортіво»         | [ 33 ]   |
| 2002-2003 Перший груповий раунд (група F) | Якубу Аєгбені      | 24 вересня 2002 року   | ГСП, Нікосія                                | «Маккабі»           | 3:0 27' (пен.), 60', 86' (59 хвилин)         | «Олімпіаокос»       | [ 34 ]   |
| 2002-2003 Перший груповий раунд (група B) | Майкл Оуен         | 22 жовтня 2002 року    | «Динамо», Москва                            | «Ліверпуль»         | 3:1 29', 70', 90+1' (62 хвилини)             | «Спартак»           | [ 35 ]   |
| 2002-2003 Другий груповий раунд (група B) | Тьєррі Анрі        | 27 листопада 2002 року | Олімпійський стадіон, Рим                   | «Арсенал»           | 3:1 6', 70', 75' (69 хвилин)                 | «Рома»              | [ 36 ]   |
| 2002-2003 Другий груповий раунд (група A) | Алан Ширер         | 26 лютого 2003 року    | «Сент-Джеймс Парк», Ньюкасл-апон-Тайн       | «Ньюкасл Юнайтед»   | 3:1 5', 11', 36' (пен.) (69 хвилин)          | «Баєр 04»           | [ 37 ]   |
| 2002-2003 Чвертьфінал                     | Роналду            | 23 квітня 2003 року    | «Олд Траффорд», Манчестер                   | «Реал Мадрид»       | 3:4 12', 50', 59' (47 хвилин)                | «Манчестер Юнайтед» | [ 38 ]   |
| 2003-2004 Груповий раунд (група F)        | Дідьє Дрогба       | 1 жовтня 2003 року     | «Велодром», Марсель                         | «Марсель»           | 3:0 62', 68', 85' (23 хвилини)               | «Партизан»          | [ 39 ]   |
| 2003-2004 Груповий раунд (група C)        | Дадо Пршо4         | 5 листопада 2003 року  | Стадіон імені Луї II, Монако                | «Монако»            | 8:3 26', 30', 45+2', 49' (21 хвилина)        | «Депортіво»         | [ 40 ]   |
| 2004-2005 Груповий раунд (група C)        | Рой Макай          | 28 вересня 2004 року   | Олімпійський стадіон, Мюнхен                | «Баварія»           | 4:0 28', 44', 51' (пен.) (23 хвилини)        | «Аякс»              | [ 41 ]   |
| 2004-2005 Груповий раунд (група D)        | Вейн Руні          | 28 вересня 2004 року   | «Олд Траффорд», Манчестер                   | «Манчестер Юнайтед» | 6:2 17', 28', 54' (37 хвилин)                | «Фенербахче»        | [ 42 ]   |
| 2004-2005 Груповий раунд (група G)        | Іван Класнич       | 2 листопада 2004 року  | «Везерштадіон», Вердер                      | «Вердер»            | 5:1 2', 16', 79' (77 хвилин)                 | «Андерлехт»         | [ 43 ]   |
| 2004-2005 Груповий раунд (група D)        | Руд ван Ністелрой4 | 3 листопада 2004 року  | «Олд Траффорд», Манчестер                   | «Манчестер Юнайтед» | 4:1 14', 25' (пен.), 60', 90+1' (46 хвилин)  | «Спарта»            | [ 44 ]   |
| 2004-2005 Груповий раунд (група H)        | Сергій Семак       | 7 грудня 2004 року     | «Парк де Пренс», Париж                      | ЦСКА                | 3:1 28', 64', 70' (42 хвилини)               | «Парі Сен-Жермен»   | [ 45 ]   |
| 2004-2005 Груповий раунд (група D)        | Тунджай Шанли      | 8 грудня 2004 року     | Стадіон імені Шокрю Сараджоглу, Стамбул     | «Фенербахче»        | 3:0 47', 62', 90+1' (46 хвилин)              | «Манчестер Юнайтед» | [ 46 ]   |
| 2004-2005 1/8 фіналу                      | Сільвен Вільтор    | 8 березня 2005 року    | «Жерлан», Ліон                              | «Ліон»              | 7:2 8', 55', 64' (56 хвилин)                 | «Вердер»            | [ 47 ]   |
| 2004-2005 1/8 фіналу                      | Адріано            | 15 березня 2005 року   | «Сан-Сіро», Мілан                           | «Інтер»             | 3:1 6', 63', 87' (81 хвилина)                | «Порту»             | [ 48 ]   |
| 2005-2006 Груповий раунд (група C)        | Вінченцо Яквінта   | 14 вересня 2005 року   | «Фріулі», Удіне                             | «Удінезе»           | 3:1 28', 73', 76' (48 хвилин)                | «Панатінаїкос»      | [ 49 ]   |
| 2005-2006 Груповий раунд (група C)        | Роналдінью         | 27 вересня 2005 року   | «Камп Ноу» Барселона                        | «Барселона»         | 4:1 13', 32', 90' (77 хвилин)                | «Удінезе»           | [ 50 ]   |
| 2005-2006 Груповий раунд (група C)        | Самюель Ето'о      | 2 листопада 2005 року  | «Камп Ноу» Барселона                        | «Барселона»         | 5:0 14', 40', 65' (51 хвилина)               | «Панатінаїкос»      | [ 51 ]   |
| 2005-2006 Груповий раунд (група E)        | Андрій Шевченко4   | 23 листопада 2005 року | Стадіон імені Шюкрю Саладжоглу, Стамбул     | «Мілан»             | 4:0 16', 52', 70', 76' (54 хвилини)          | «Фенербахче»        | [ 52 ]   |
| 2005-2006 Груповий раунд (група H)        | Адріано            | 23 листопада 2005 року | «Сан-Сіро», Мілан                           | «Інтер»             | 4:0 41', 59', 74' (33 хвилини)               | «Артмедіа»          | [ 53 ]   |
| 2005-2006 Груповий раунд (група E)        | Леван Кобіашвілі   | 23 листопада 2005 року | «Фельтінс-Арена», Гельзенкірхен             | «Шальке 04»         | 3:0 18' (пен.), 72', 79' (пен.) (33 хвилини) | ПСВ                 | [ 54 ]   |
| 2006-2007 Груповий раунд (група D)        | Фернандо Мор'єнтес | 12 вересня 2006 року   | Стадіон імені Георгіоса Караїскакіса, Пірей | «Валенсія»          | 4:2 34', 39', 90' (54 хвилини)               | «Олімпіакос»        | [ 55 ]   |
| 2006-2007 Груповий раунд (група A)        | Дідьє Дрогба       | 27 вересня 2006 року   | Стадіон імені Васила Левського, Софія       | «Челсі»             | 3:1 39', 52', 68' (29 хвилин)                | «Левскі»            | [ 56 ]   |
| 2006-2007 Груповий раунд (група H)        | Кака               | 11 листопада 2006 року | «Сан-Сіро», Мілан                           | «Мілан»             | 4:1 6' (пен.), 22', 56' (29 хвилин)          | «Андерлехт»         | [ 57 ]   |
| 2007-2008 Груповий раунд (група A)        | Йоссі Бенаюн       | 6 листопада 2007 року  | «Енфілд», Ліверпуль                         | «Ліверпуль»         | 8:0 32', 53', 56' (24 хвилини)               | «Бешикташ»          | [ 58 ]   |
| 2008-2009 Груповий раунд (група E)        | Хосеба Льоренте    | 21 жовтня 2008 року    | «Ель-Мадрігал», Вільярреал                  | «Вільярреал»        | 6:3 67', 70', 84' (17 хвилин)                | «Ольборг»           | [ 59 ]   |
| 2008-2009 Груповий раунд (група C)        | Жадсон             | 26 листопада 2008 року | «Олімпійський», Донецьк                     | «Шахтар»            | 5:0 32', 65', 72' (40 хвилин)                | «Базель»            | [ 60 ]   |
| 2009-2010 Груповий раунд (група B)        | Графіте            | 15 вересня 2009 року   | «Фольксваген Арена», Вольфсбург             | «Вольфсбург»        | 3:1 36', 41' (пен.), 87' (51 хвилина)        | ЦСКА                | [ 61 ]   |
| 2009-2010 Груповий раунд (група B)        | Майкл Оуен         | 8 грудня 2009 року     | «Фольксваген Арена», Вольфсбург             | «Манчестер Юнайтед» | 3:1 44', 83', 90+1' (47 хвилин)              | «Вольфсбург»        | [ 62 ]   |
| 2009-2010 1/8 фіналу                      | Ніклас Бендтнер    | 9 березня 2010 року    | «Емірейтс», Лондон                          | «Арсенал»           | 5:0 10', 25', 90+1' (пен.) (81 хвилина)      | «Порту»             | [ 63 ]   |
| 2009-2010 Чвертьфінал                     | Ліонель Мессі4     | 6 квітня 2010 року     | «Камп Ноу» Барселона                        | «Барселона»         | 4:1 21', 37', 42', 88' (21 хвилина)          | «Арсенал»           | [ 64 ]   |
| 2009-2010 Півфінал                        | Івиця Олич         | 27 квітня 2010 року    | «Жерлан», Ліон                              | «Баварія»           | 3:0 26', 67', 78' (52 хвилини)               | «Ліон»              | [ 65 ]   |

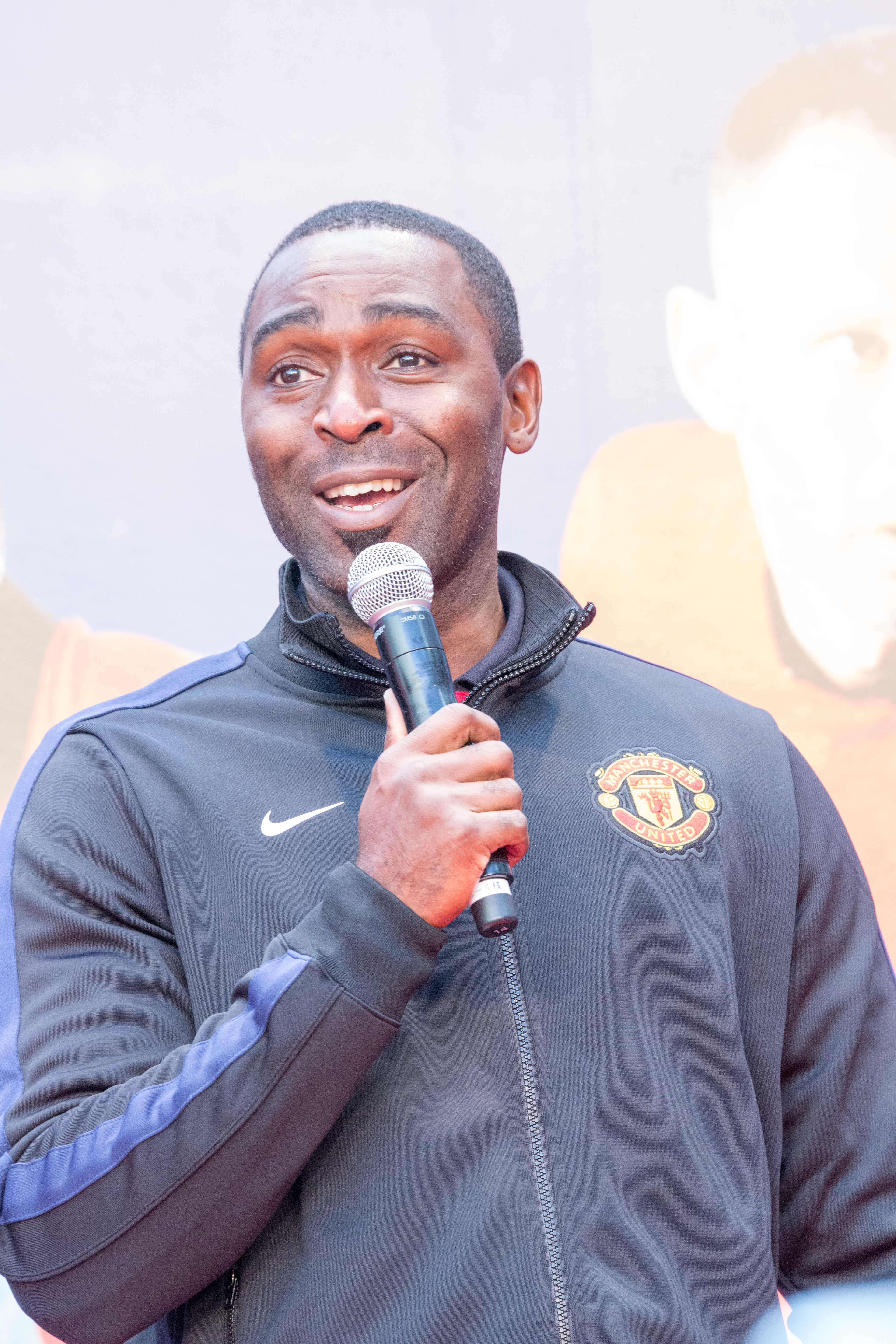
Енді Коул
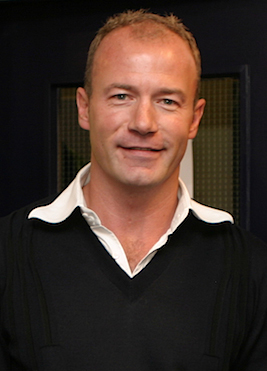
Алан Ширер
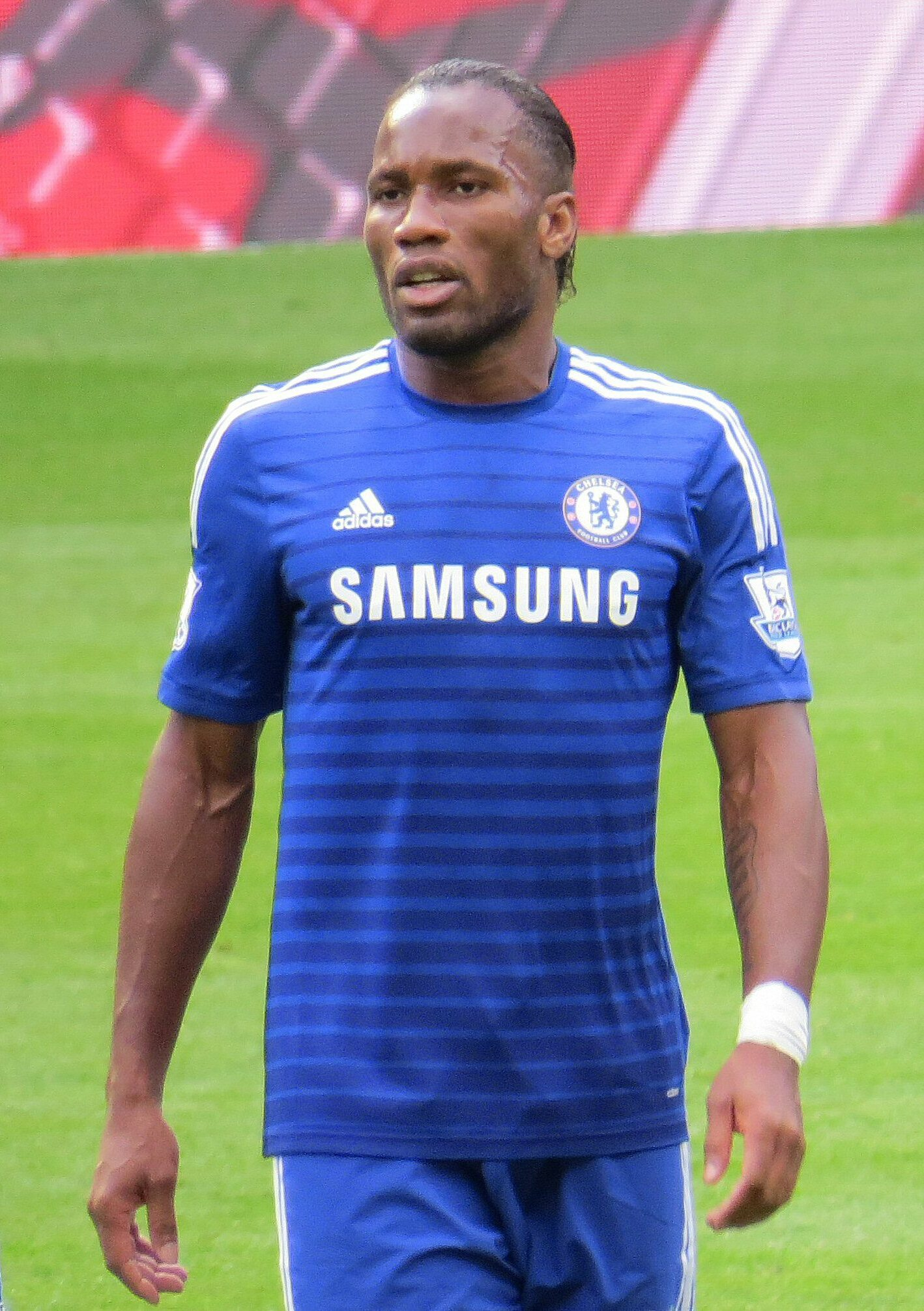
Дідьє Дрогба
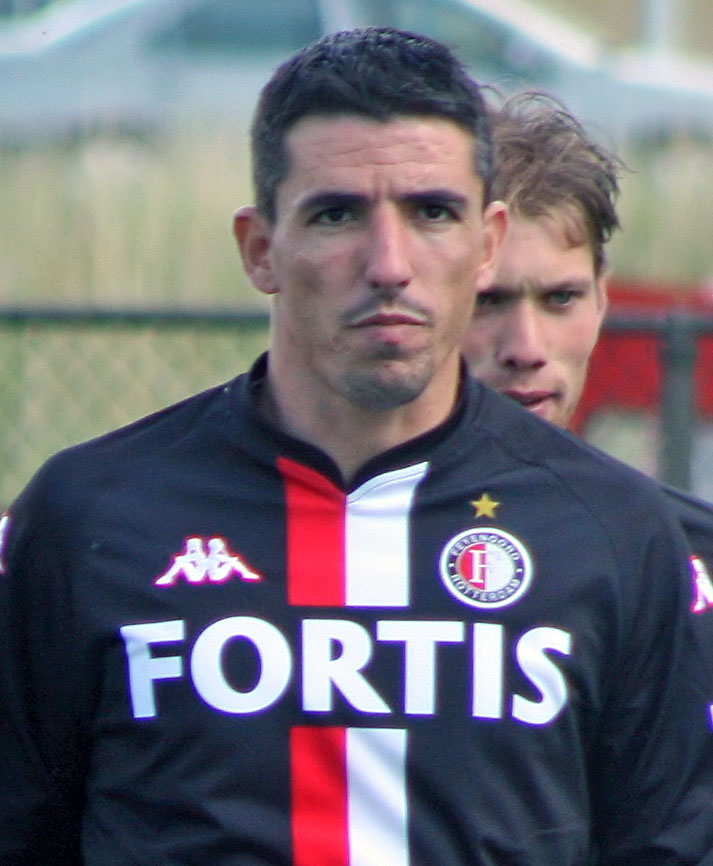
Рой Макай
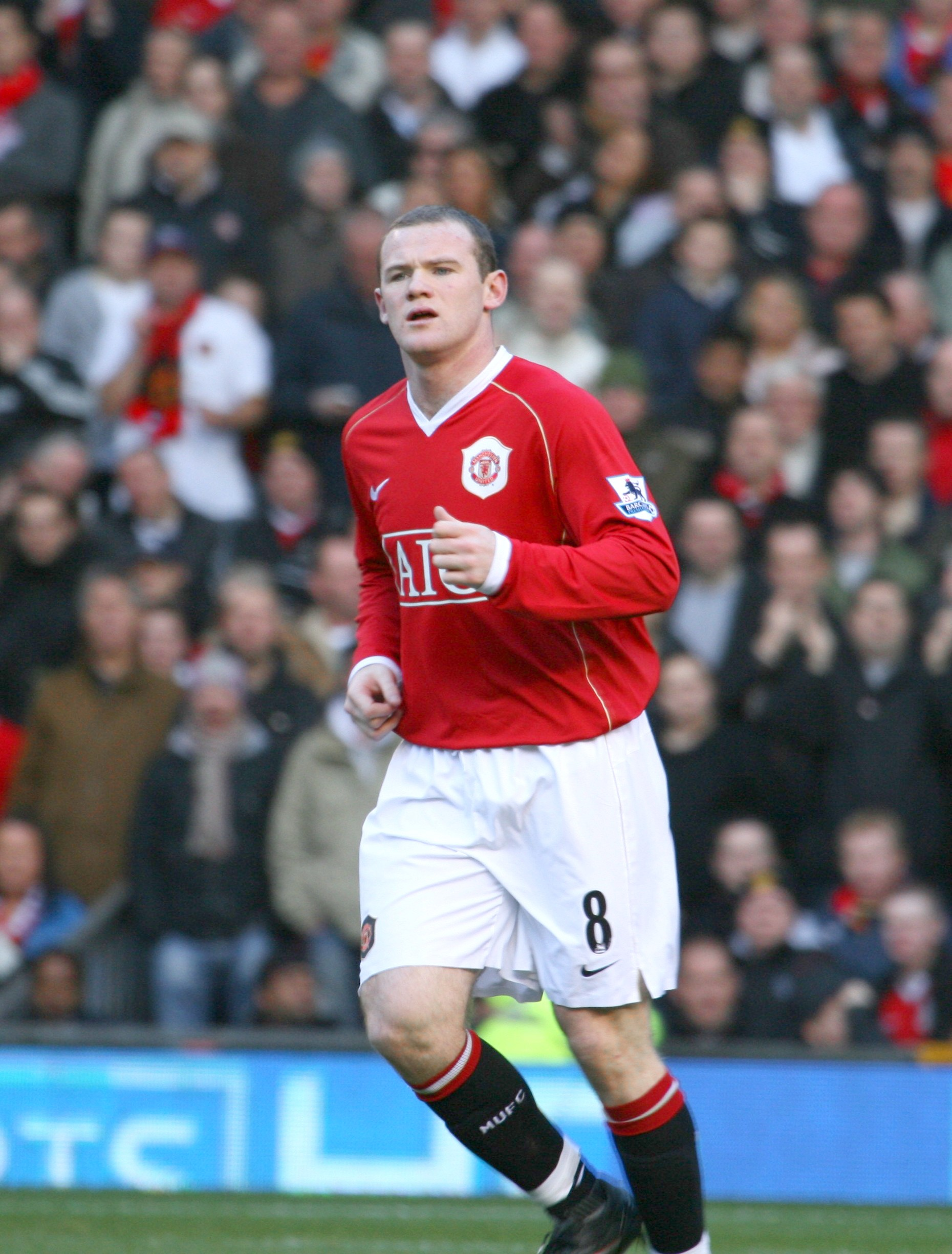
Вейн Руні
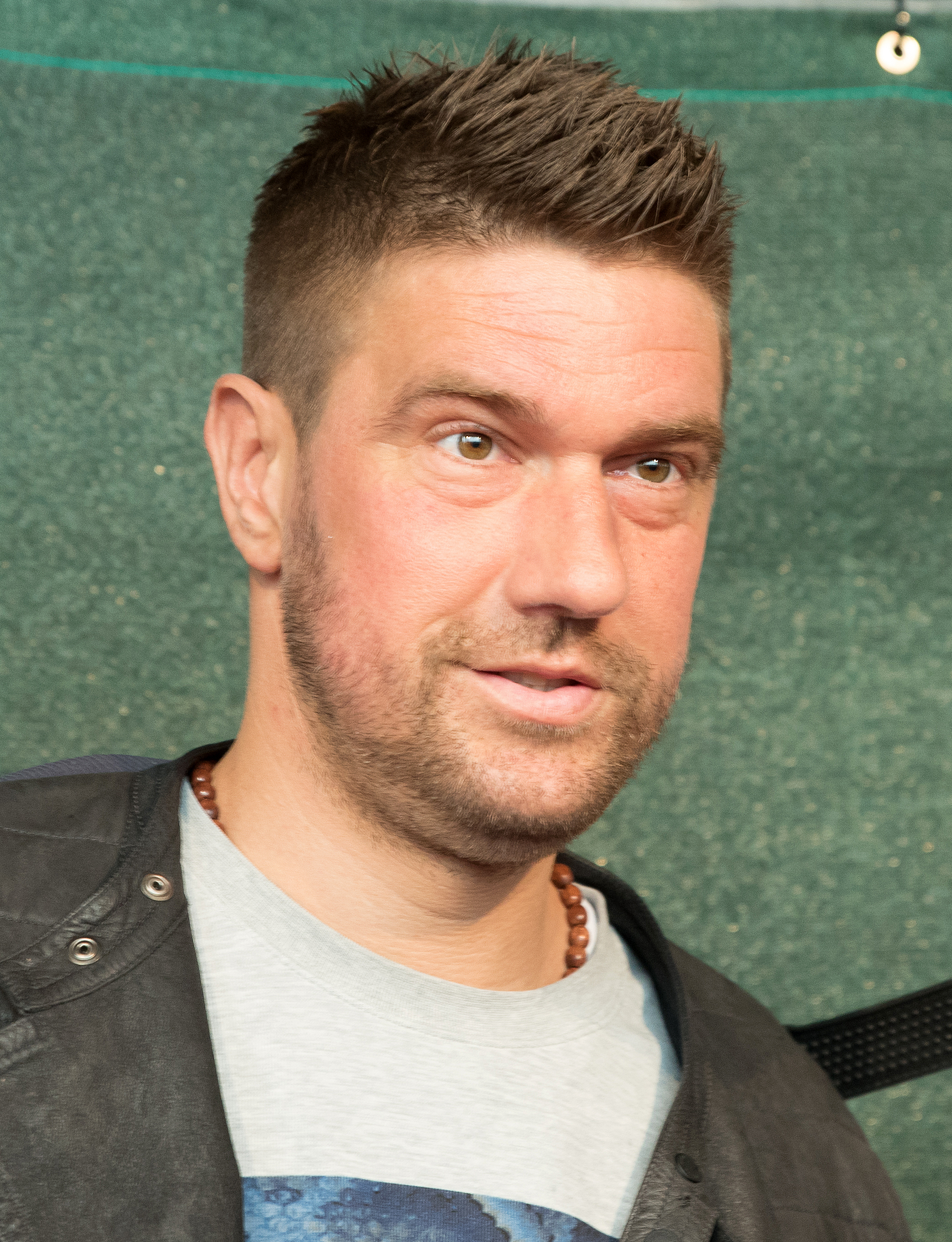
Іван Класнич
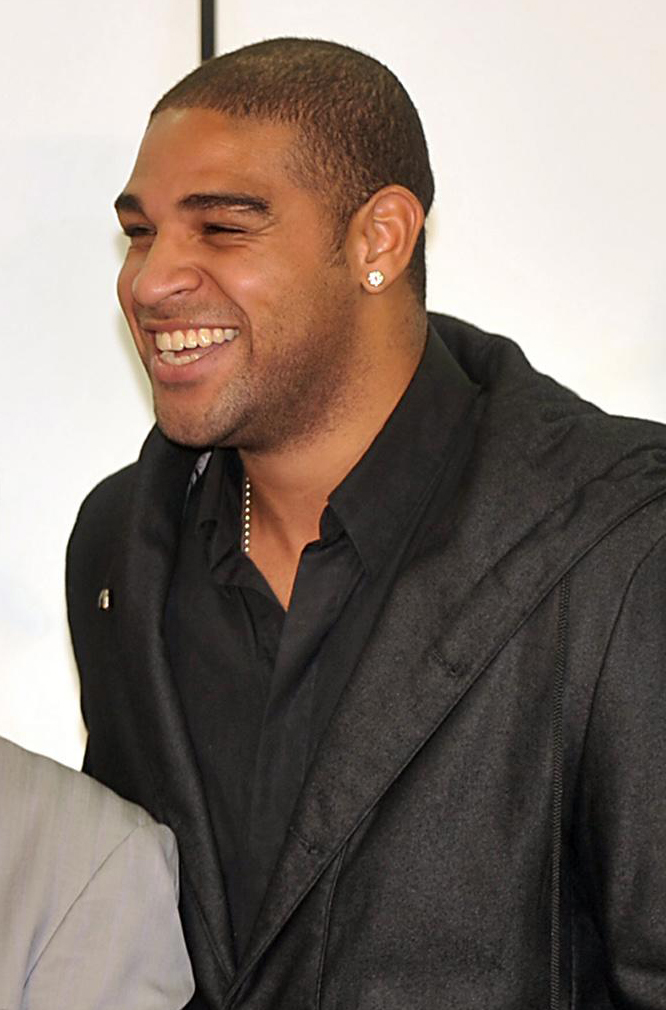
Адріану
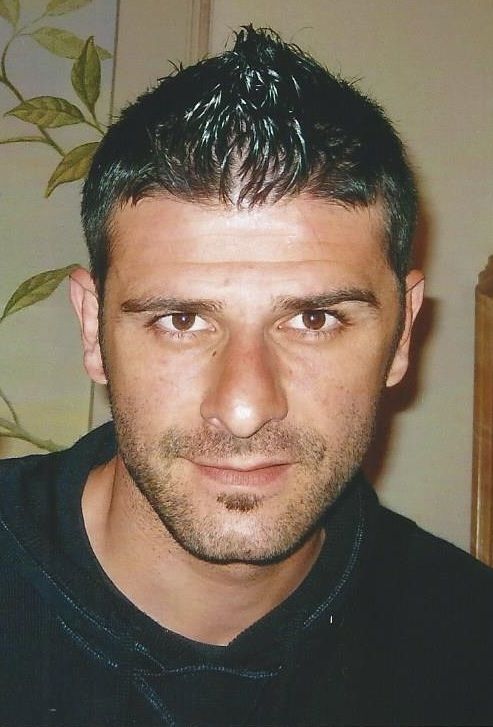
Віченцо Якінта
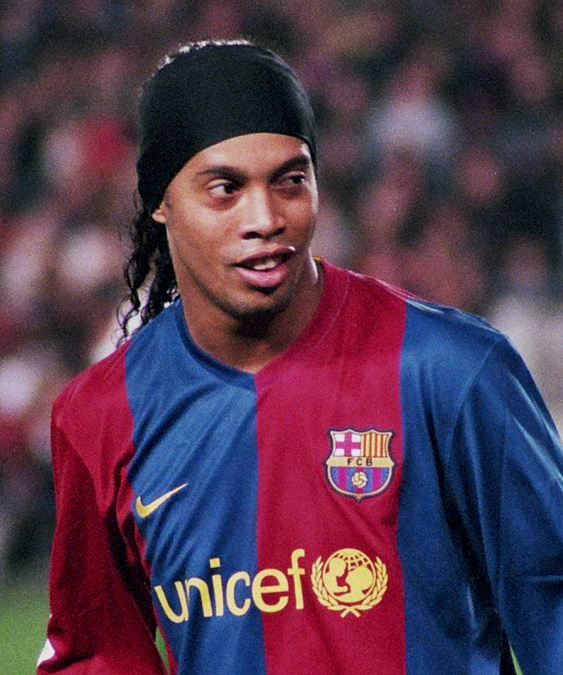
Рональдінью
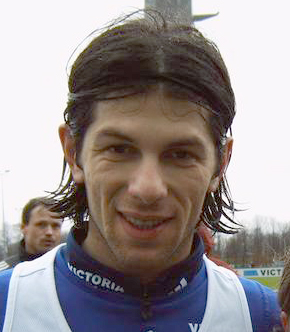
Леван Кобіашвілі
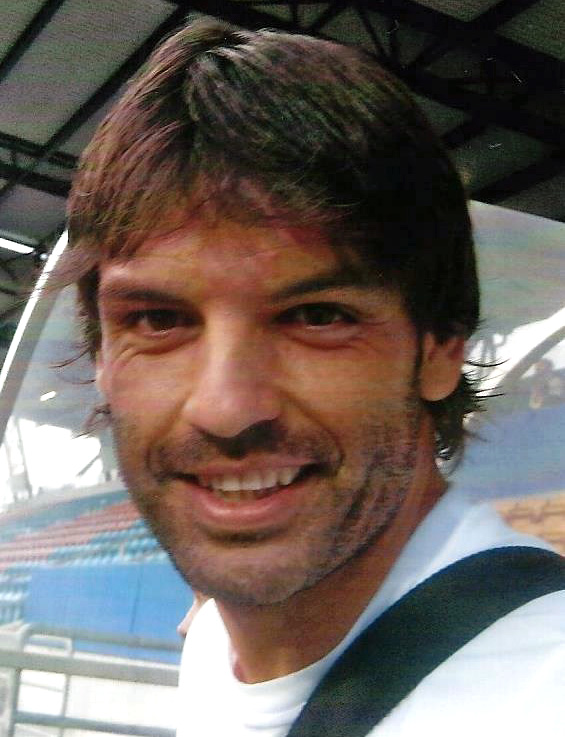
Фернандо Морієнтес
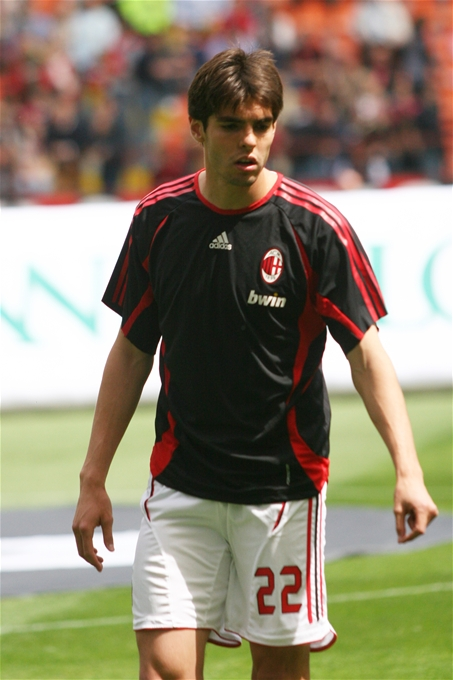
Кака
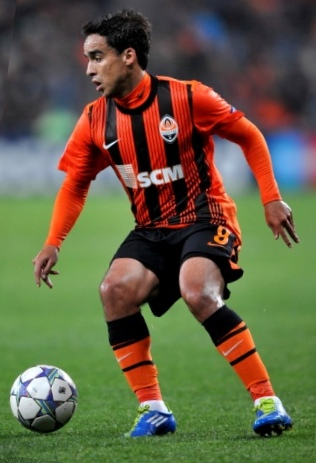
Жадсон
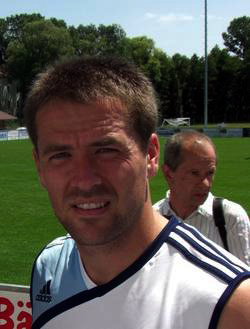
Майкл Овен

### 2010 — 2020
| Сезон                             | Гравець              | Дата                   | Стадіон і місто                                  | Клуб                | Голи та результат матчу                               | Суперник         | Примітки |
| --------------------------------- | -------------------- | ---------------------- | ------------------------------------------------ | ------------------- | ----------------------------------------------------- | ---------------- | -------- |
| 2010-2011 Груповий етап (група A) | Самюель Ето'о        | 29 вересня 2010 року   | «Джузеппе Меацца», Мілан                         | «Інтер»             | 4:0 21', 27', 81' (60 хвилин)                         | «Вердер»         | [ 66 ]   |
| 2010-2011 Груповий етап (група A) | Гарет Бейл           | 20 жовтня 2010 року    | «Сан-Сіро», Мілан                                | «Тоттенгем Готспур» | 3:4 52', 90', 90+1' (39 хвилин)                       | «Інтер»          | [ 67 ]   |
| 2010-2011 Груповий етап (група F) | Андре-П'єр Жиньяк    | 3 листопада 2010 року  | «Жиліна», Жиліна                                 | «Марсель»           | 7:0 12', 21', 54' (42 хвилини)                        | «Жиліна»         | [ 68 ]   |
| 2010-2011 Груповий етап (група E) | Маріо Гомес          | 3 листопада 2010 року  | Стадіон імені Константина Редулеску, Клуж-Напока | «Баварія»           | 4:0 12', 24', 71' (59 хвилин)                         | «Клуж»           | [ 69 ]   |
| 2010-2011 Груповий етап (група G) | Карім Бензема        | 8 грудня 2010 року     | Стадіон імені Сантьяго Бернабеу, Мадрид          | «Реал Мадрид»       | 4:0 12', 72', 78' (66 хвилин)                         | «Осер»           | [ 70 ]   |
| 2011-2012 Груповий етап (група H) | Ліонель Мессі        | 1 листопада 2011 року  | «Еден Арена», Прага                              | «Барселона»         | 4:0 24' (пен.), 45+2', 90+2' (68 хвилин)              | «Вікторія»       | [ 71 ]   |
| 2011-2012 Груповий етап (група A) | Маріо Гомес          | 2 листопада 2011 року  | «Альянц Арена», Мюнхен                           | «Баварія»           | 3:2 17', 23', 42' (25 хвилин)                         | «Наполі»         | [ 72 ]   |
| 2011-2012 Груповий етап (група E) | Роберто Сольдадо     | 23 листопада 2011 року | «Месталья», Валенсія                             | «Валенсія»          | 7:0 13', 35', 39' (26 хвилин)                         | «Генк»           | [ 73 ]   |
| 2011-2012 Груповий етап (група D) | Бафетімбі Гоміс4     | 7 грудня 2011 року     | «Максимир», Загреб                               | «Ліон»              | 7:1 45', 48', 52', 70' (7 хвилин)                     | «Динамо»         | [ 74 ]   |
| 2011-2012 1/8 фіналу              | Ліонель Мессі5       | 7 березня 2012 року    | «Камп Ноу» Барселона                             | «Барселона»         | 7:1 25', 42', 49', 58', 84' (24 хвилини)              | «Баєр 04»        | [ 75 ]   |
| 2011-2012 1/8 фіналу              | Маріо Гомес4         | 13 березня 2012 року   | «Альянц Арена», Мюнхен                           | «Баварія»           | 7:0 44', 50', 61', 67' (23 хвилини)                   | «Базель»         | [ 76 ]   |
| 2012-2013 Груповий етап (група D) | Кріштіану Роналду    | 3 жовтня 2012 року     | «Амстердам-Арена», Амстердам                     | «Реал Мадрид»       | 4:1 42', 79', 81' (39 хвилин)                         | «Аякс»           | [ 77 ]   |
| 2012-2013 Груповий етап (група F) | Роберто Сольдадо     | 23 жовтня 2012 року    | «Динамо», Мінськ                                 | «Валенсія»          | 3:0 45+1', 55', 69' (39 хвилин)                       | БАТЕ             | [ 78 ]   |
| 2012-2013 Груповий етап (група F) | Клаудіо Пісарро      | 7 листопада 2012 року  | «Альянц Арена», Мюнхен                           | «Баварія»           | 6:1 18', 28', 33' (15 хвилин)                         | «Лілль»          | [ 79 ]   |
| 2012-2013 Груповий етап (група H) | Бурак Їлмаз          | 7 листопада 2012 року  | Стадіон імені Константина Радулеску, Клуж-Напока | «Галатасарай»       | 3:1 18', 61', 74' (15 хвилин)                         | «Клуж»           | [ 80 ]   |
| 2012-2013 Груповий етап (група H) | Руй Педру            | 20 листопада 2012 року | Стадіон імені Константина Редулеску, Клуж-Напока | «Клуж»              | 3:1 7', 15', 33' (26 хвилин)                          | «Брага»          | [ 81 ]   |
| 2012-2013 Груповий етап (група E) | Луїс Адріану         | 20 листопада 2012 року | «Паркен», Копенгаген                             | «Шахтар»            | 5:2 26', 53', 81' (55 хвилин)                         | «Норшелланн»     | [ 82 ]   |
| 2012-2013 Півфінал                | Роберт Левандовскі4  | 24 квітня 2013 року    | «Зігналь Ідуна Парк», Дортмунд                   | «Боруссія Д»        | 4:0 8', 50', 55', 66' (пен.) (55 хвилин)              | «Реал Мадрид»    | [ 83 ]   |
| 2013-2014 Груповий етап (група B) | Кріштіану Роналду    | 17 вересня 2013 року   | «Тюрк Телеком Арена», Стамбул                    | «Реал Мадрид»       | 6:1 63', 66', 90+1' (28 хвилин)                       | «Галатасарай»    | [ 84 ]   |
| 2013-2014 Груповий етап (група H) | Ліонель Мессі        | 18 вересня 2013 року   | «Камп Ноу» Барселона                             | «Барселона»         | 4:0 22', 55', 75' (53 хвилини)                        | «Аякс»           | [ 85 ]   |
| 2013-2014 Груповий етап (група C) | Костантінос Мітроглу | 2 жовтня 2013 року     | Стадіон імені Константа Вандена Стока, Брюссель  | «Олімпіакос»        | 3:0 17', 56', 72' (55 хвилин)                         | «Андерлехт»      | [ 86 ]   |
| 2013-2014 Груповий етап (група C) | Златан Ібрагімович4  | 23 жовтня 2013 року    | Стадіон імені Константа Вандена Стока, Брюссель  | «Парі Сен-Жермен»   | 5:0 17', 22', 36', 62' (19 хвилин)                    | «Андерлехт»      | [ 87 ]   |
| 2013-2014 Груповий етап (група D) | Альваро Негредо      | 5 листопада 2013 року  | «Сіті оф Манчестер», Манчестер                   | «Манчестер Сіті»    | 5:2 30', 51', 90+2' (62 хвилини)                      | ЦСКА             | [ 88 ]   |
| 2013-2014 Груповий етап (група B) | Артуро Відаль        | 27 листопада 2013 року | «Ювентус Стедіум», Турин                         | «Ювентус»           | 3:1 29' (пен.), 61' (пен.), 63' (34 хвилини)          | «Копенгаген»     | [ 89 ]   |
| 2013-2014 Груповий етап (група H) | Неймар               | 11 грудня 2013 року    | «Камп Ноу», Барселона                            | «Барселона»         | 6:1 44', 48', 58' (14 хвилин)                         | «Селтік»         | [ 90 ]   |
| 2013-2014 1/8 фіналу              | Робін ван Персі      | 20 березня 2014 року   | «Олд Траффорд», Манчестер                        | «Манчестер Юнайтед» | 3:0 25' (пен.), 45+1', 52' (27 хвилин)                | «Олімпіакос»     | [ 91 ]   |
| 2014-2015 Груповий етап (група H) | Ясін Брагімі         | 17 вересня 2014 року   | «Драгау», Порту                                  | «Порту»             | 6:0 5', 32', 57' (52 хвилини)                         | БАТЕ             | [ 92 ]   |
| 2014-2015 Груповий етап (група D) | Денні Велбек         | 1 жовтня 2014 року     | «Емірейтс», Лондон                               | «Арсенал»           | 6:0 22', 30', 52' (30 хвилин)                         | «Галатасарай»    | [ 93 ]   |
| 2014-2015 Груповий етап (група H) | Луїс Адріану5        | 21 жовтня 2014 року    | «Борисов-Арена», Борисов                         | «Шахтар»            | 7:0 28' (пен.), 36', 40', 44', 82' (пен.) (12 хвилин) | БАТЕ             | [ 94 ]   |
| 2014-2015 Груповий етап (група H) | Луїс Адріану         | 5 листопада 2014 року  | «Арена Львів», Львів                             | «Шахтар»            | 5:0 58' (пен.), 83', 90+3' (35 хвилин)                | БАТЕ             | [ 95 ]   |
| 2014-2015 Груповий етап (група F) | Ліонель Мессі        | 26 листопада 2014 року | «ГСП», Нікосія                                   | «Барселона»         | 4:0 38', 58', 87' (49 хвилин)                         | АПОЕЛ            | [ 96 ]   |
| 2014-2015 Груповий етап (група E) | Серхіо Агуеро        | 26 листопада 2014 року | «Сіті оф Манчестер», Манчестер                   | «Манчестер Сіті»    | 4:0 22' (пен.), 85', 90+1' (69 хвилин)                | «Баварія»        | [ 97 ]   |
| 2014-2015 Груповий етап (група A) | Маріо Манджукич      | 27 листопада 2014 року | Стадіон імені Вісенте Кальдерона, Мадрид         | «Атлетіко»          | 4:0 38', 62', 65' (27 хвилин)                         | «Олімпіакос»     | [ 98 ]   |
| 2015-2016 Груповий етап (група A) | Кріштіану Роналду    | 15 вересня 2015 року   | Стадіон імені Сантьяго Бернабеу, Мадрид          | «Реал Мадрид»       | 4:0 55' (пен.), 63' (пен.), 81' (26 хвилин)           | «Шахтар»         | [ 99 ]   |
| 2015-2016 Груповий етап (група F) | Роберт Левандовскі   | 29 вересня 2015        | «Альянц Арена», Мюнхен                           | «Баварія»           | 5:0 21', 28', 55' (34 хвилини)                        | «Динамо»         | [ 100 ]  |
| 2015-2016 Груповий етап (група A) | Карім Бензема        | 8 грудня 2015 року     | Стадіон імені Сантьяго Бернабеу, Мадрид          | «Реал Мадрид»       | 8:0 12', 24', 74' (62 хвилини)                        | «Мальме»         | [ 101 ]  |
| 2015-2016 Груповий етап (група A) | Кріштіану Роналду4   | 8 грудня 2015 року     | Стадіон імені Сантьяго Бернабеу, Мадрид          | «Реал Мадрид»       | 8:0 39', 47', 50', 59' (11 хвилин)                    | «Мальме»         | [ 101 ]  |
| 2015-2016 Груповий етап (група F) | Олів'є Жіру          | 9 грудня 2015 року     | Стадіон імені Георгіоса Караїскасіса, Пірей      | «Арсенал»           | 3:0 29', 49', 67' (пен.) (38 хвилин)                  | «Олімпіакос»     | [ 102 ]  |
| 2015-2016 Чвертьфінал             | Кріштіану Роналду    | 12 квітня 2016 року    | Стадіон імені Сантьяго Бернабеу, Мадрид          | «Реал Мадрид»       | 3:0 16', 17', 77' (59 хвилин)                         | «Вольфсбург»     | [ 103 ]  |
| 2016-2017 Груповий етап (група C) | Ліонель Мессі        | 13 вересня 2016 року   | «Камп Ноу», Барселона                            | «Барселона»         | 7:0 3', 27', 60' (57 хвилин)                          | «Селтік»         | [ 104 ]  |
| 2016-2017 Груповий етап (група C) | Серхіо Агуеро        | 14 вересня 2016 року   | «Сіті оф Манчестер», Манчестер                   | «Манчестер Сіті»    | 4:0 9', 28' (пен.), 77' (68 хвилин)                   | «Боруссія М»     | [ 105 ]  |
| 2016-2017 Груповий етап (група C) | Ліонель Мессі        | 19 жовтня 2016 року    | «Камп Ноу», Барселона                            | «Барселона»         | 4:0 17', 61', 69' (52 хвилини)                        | «Манчестер Сіті» | [ 106 ]  |
| 2016-2017 Груповий етап (група A) | Месут Езіл           | 19 жовтня 2016 року    | «Арсенал Стадіум», Лондон                        | «Арсенал»           | 6:0 56', 83', 87' (31 хвилина)                        | «Лудогорець»     | [ 107 ]  |
| 2016-2017 Груповий етап (група A) | Лукас Перес          | 6 грудня 2016 року     | «Санкт-Якоб Парк», Базель                        | «Арсенал»           | 4:1 8', 16', 47' (39 хвилин)                          | «Базель»         | [ 108 ]  |
| 2016-2017 Груповий етап (група A) | Арда Туран           | 6 грудня 2016 року     | «Камп Ноу», Барселона                            | «Барселона»         | 4:0 50', 53', 67' (17 хвилин)                         | «Боруссія М»     | [ 109 ]  |
| 2016-2017 1/8 фіналу              | П'єр-Емерік Обамеянг | 8 березня 2017 року    | «Зігналь Ідуна Парк», Дортмунд                   | «Боруссія Д»        | 4:0 4', 61', 85' (81 хвилина)                         | «Бенфіка»        | [ 110 ]  |
| 2016-2017 1/4 фіналу              | Кріштіану Роналду    | 18 квітня 2017 року    | Стадіон імені Сантьяго Бернабеу, Мадрид          | «Реал Мадрид»       | 4:2 76', 105', 110' (34 хвилин)                       | «Баварія»        | [ 111 ]  |
| 2016-2017 1/2 фіналу              | Кріштіану Роналду    | 2 травня 2017 року     | Стадіон імені Сантьяго Бернабеу, Мадрид          | «Реал Мадрид»       | 3:0 10', 73', 86' (76 хвилин)                         | «Атлетіко»       | [ 112 ]  |
| 2017-2018 Груповий етап (група H) | Гаррі Кейн           | 26 вересня 2017 року   | «ГСП», Нікосія                                   | «Тоттенгем Готспур» | 0:3 39', 62', 67' 28 хвилин                           | АПОЕЛ            | [ 113 ]  |
| 2017-2018 Груповий етап (група E) | Віссам Бен Єддер     | 26 вересня 2017 року   | «Рамон Санчес Пісхуан», Севілья                  | «Севілья»           | 3:0 27', 38', 83' (пен.) 56 хвилин                    | «Марибор»        | [ 114 ]  |
| 2017-2018 Груповий етап (група B) | Левен Кюрзава        | 31 жовтня 2017 року    | «Парк де Пренс», Париж                           | ПСЖ                 | 5:0 52', 72', 78' 26 хвилин                           | «Андерлехт»      | [ 115 ]  |
| 2017-2018 Груповий етап (група E) | Філіппе Коутіньйо    | 6 грудня 2017 року     | «Енфілд», Ліверпуль                              | «Ліверпуль»         | 7:0 4' (пен.), 15', 50' 46 хвилин                     | «Спартак»        | [ 116 ]  |
| 2017-2018 1/8 фіналу              | Садіо Мане           | 14 лютого 2018 року    | «Енфілд», Ліверпуль                              | «Ліверпуль»         | 5:0 25', 53', 85' 60 хвилин                           | «Порту»          | [ 117 ]  |
| 2018-2019 Груповий етап (група В) | Ліонель Мессі        | 18 вересня 2018 року   | «Камп Ноу», Барселона                            | «Барселона»         | 4:0 31', 77', 87' 56 хвилин                           | ПСВ              | [ 118 ]  |
| 2018-2019 Груповий етап (група H) | Пауло Дибала         | 2 жовтня 2018 року     | «Ювентус Стедіум», Турин                         | «Ювентус»           | 3:0 5', 33', 69' 64 хвилини                           | «Янг Бойз»       | [ 119 ]  |
| 2018-2019 Груповий етап (група G) | Едін Джеко           | 2 жовтня 2018 року     | Олімпійський стадіон, Рим                        | «Рома»              | 5:0 3', 40', 90+2' 87 хвилин                          | «Вікторія»       | [ 120 ]  |
| 2018-2019 Груповий етап (група C) | Неймар               | 3 жовтня 2018 року     | «Парк де Пренс», Париж                           | ПСЖ                 | 6:1 20', 22', 81' 61 хвилина                          | «Црвена Звезда»  | [ 121 ]  |
| 2018-2019 Груповий етап (група F) | Габріел Жезус        | 7 листопада 2018 року  | «Сіті оф Манчестер», Манчестер                   | «Манчестер Сіті»    | 6:0 24' (пен.), 72' (пен.), 90+2' 68 хвилин           | «Шахтар»         | [ 122 ]  |
| 2018-2019 1/16 фіналу             | Кріштіану Роналду    | 12 березня 2019 року   | «Ювентус Стедіум», Турин                         | «Ювентус»           | 3:0 27', 48', 86' (пен.) 59 хвилин                    | «Атлетіко»       | [ 123 ]  |
| 2018-2019 Півфінал                | Лукас Моура          | 8 травня 2019 року     | «Йоган Кройф Арена», Амстердам                   | «Тоттенгем Готспур» | 3:2 55', 59', 90+6' 41 хвилина                        | «Аякс»           | [ 124 ]  |
| 2019-2020 Груповий етап (група E) | Ерлінг Браут Голанд  | 17 вересня 2019        | «Ред Булл Арена», Зальцбург                      | «Ред Булл»          | 6:2 2', 34', 45' 43 хвилини                           | «Генк»           | [ 125 ]  |
| 2019-2020 Груповий етап (група C) | Мислав Оршич         | 18 вересня 2019        | «Тоттенгем Готспур Стедіум», Лондон              | «Динамо»            | 4:0 31', 42', 68' 37 хвилин                           | «Аталанта»       | [ 126 ]  |
| 2019-2020 Груповий етап (група B) | Серж Гнабрі4         | 1 жовтня 2019          | «Максимир», Загреб                               | «Баварія»           | 7:2 53', 55', 83', 88' 30 хвилин                      | «Тоттенгем»      | [ 127 ]  |
| 2019-2020 Груповий етап (група C) | Рахім Стерлінг       | 22 жовтня 2019         | «Сіті оф Манчестер», Манчестер                   | «Манчестер Сіті»    | 5:1 58', 64', 69' 11 хвилин                           | ««Аталанта»»     | [ 128 ]  |
| 2019-2020 Груповий етап (група A) | Кіліан Мбаппе        | 22 жовтня 2019         | «Ян Брейдел», Брюгге                             | ПСЖ                 | 5:0 61', 79', 83' 22 хвилини                          | «Брюгге»         | [ 129 ]  |
| 2019-2020 Груповий етап (група A) | Родріго Гоїс         | 6 листопада 2019       | Стадіон імені Сантьяго Бернабеу, Мадрид          | «Реал Мадрид»       | 6:0 4', 7', 90+2' 88 хвилин                           | «Галатасарай»    | [ 130 ]  |
| 2019-2020 Груповий етап (група B) | Роберт Левандовскі4  | 26 листопада 2019      | Стадіон імені Райко Митича, Белград              | «Баварія»           | 6:0 53' (пен.), 60', 64', 68' 11 хвилин               | «Црвена Звезда»  | [ 131 ]  |
| 2019-2020 Груповий етап (група E) | Аркадіуш Мілік       | 10 грудня 2019         | «Сан-Паоло», Неаполь                             | «Наполі»            | 6:0 3', 26', 38' (пен.) 35 хвилин                     | «Генк»           | [ 132 ]  |
| 2019-2020 Груповий етап (група C) | Габріел Жезус        | 11 грудня 2019         | «Максимир», Загреб                               | «Манчестер Сіті»    | 6:0 34', 50', 54' 24 хвилини                          | «Динамо»         | [ 133 ]  |
| 2019-2020 1/8 фіналу              | Йосип Іличич4        | 10 березня 2020        | «Месталья», Валенсія                             | «Аталанта»          | 4:3 3', 43', 71', 82' 68 хвилин                       | «Валенсія»       |          |

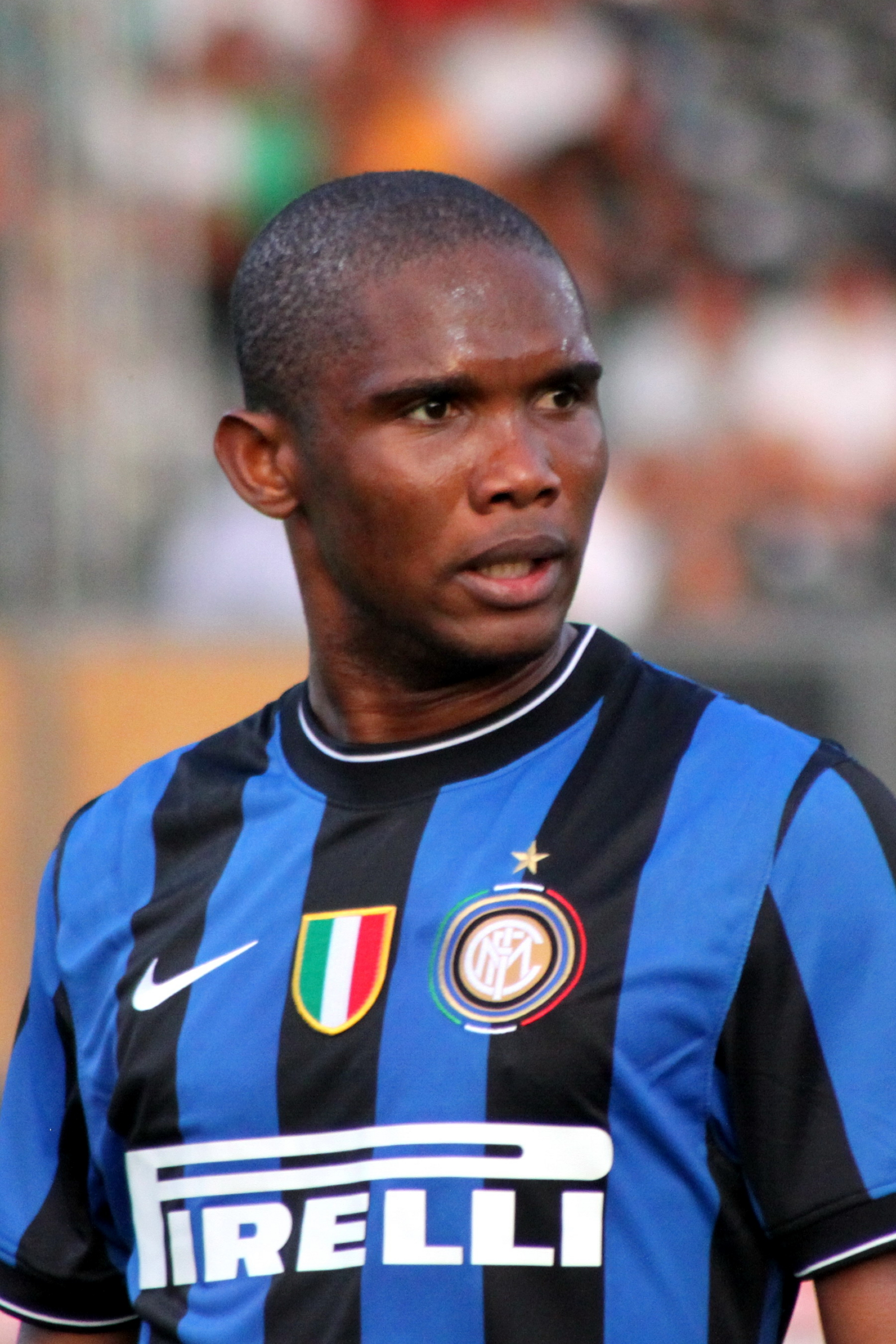
Самуель Ето'о
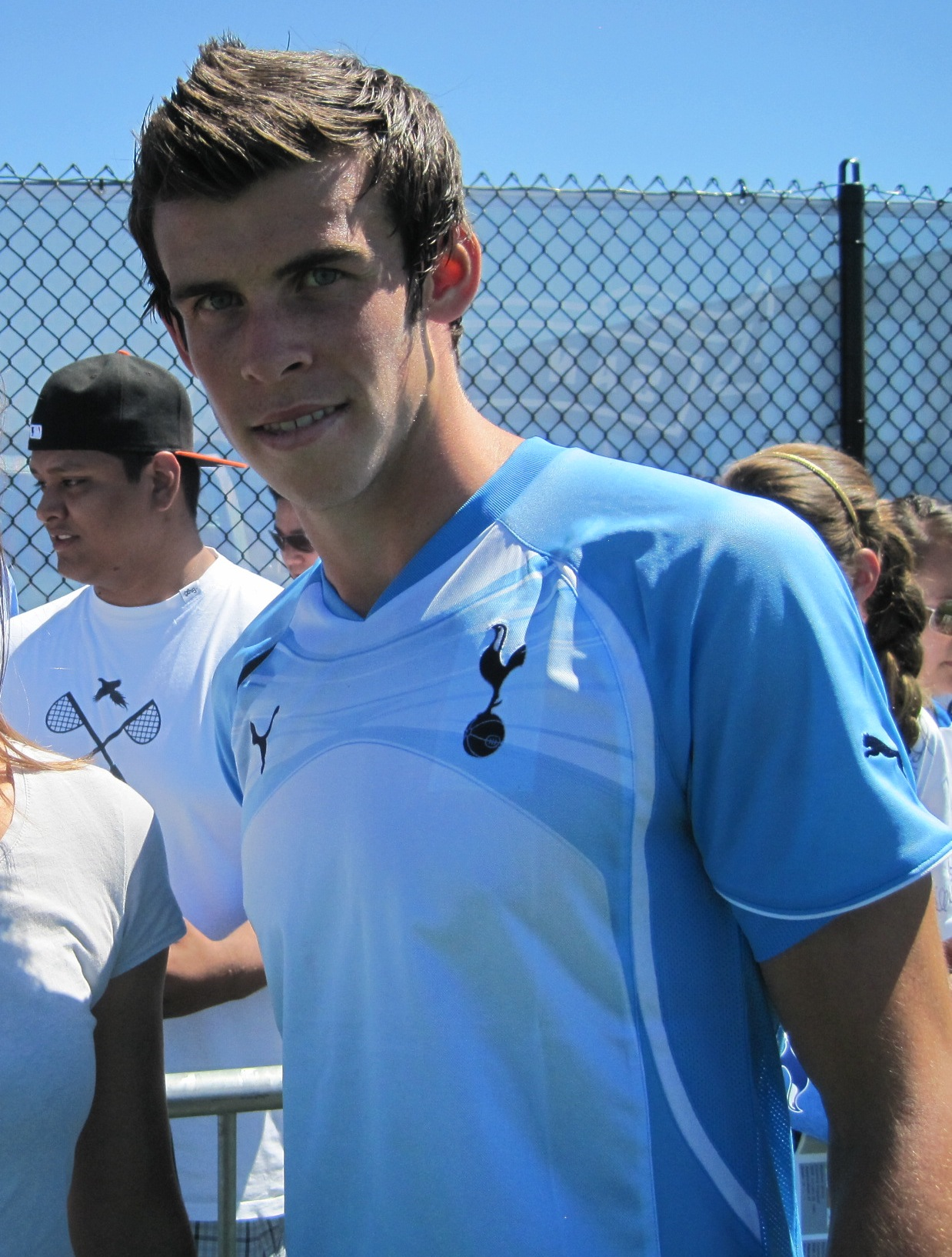
Гарет Бейл
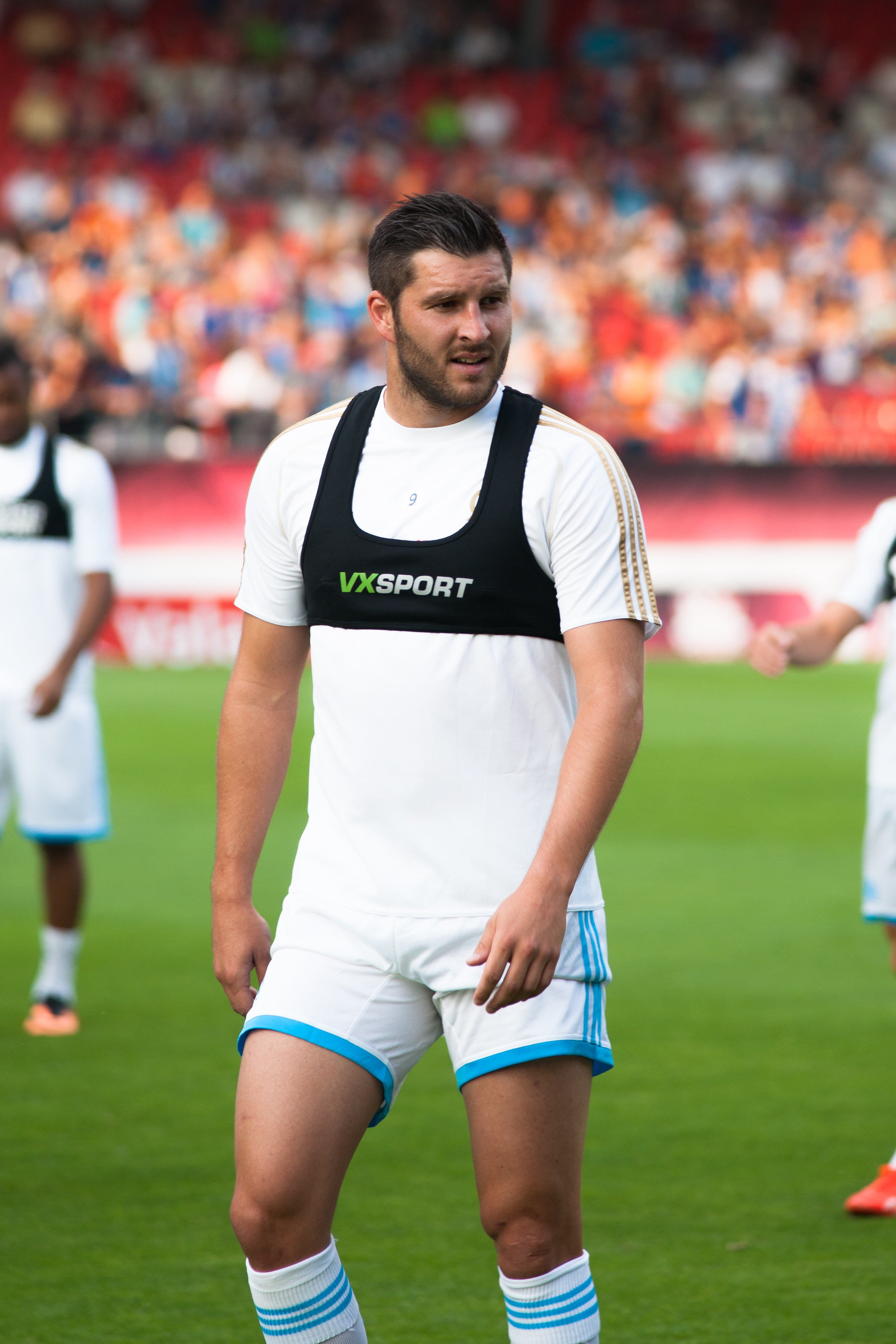
Андре-П'єр Жиньяк
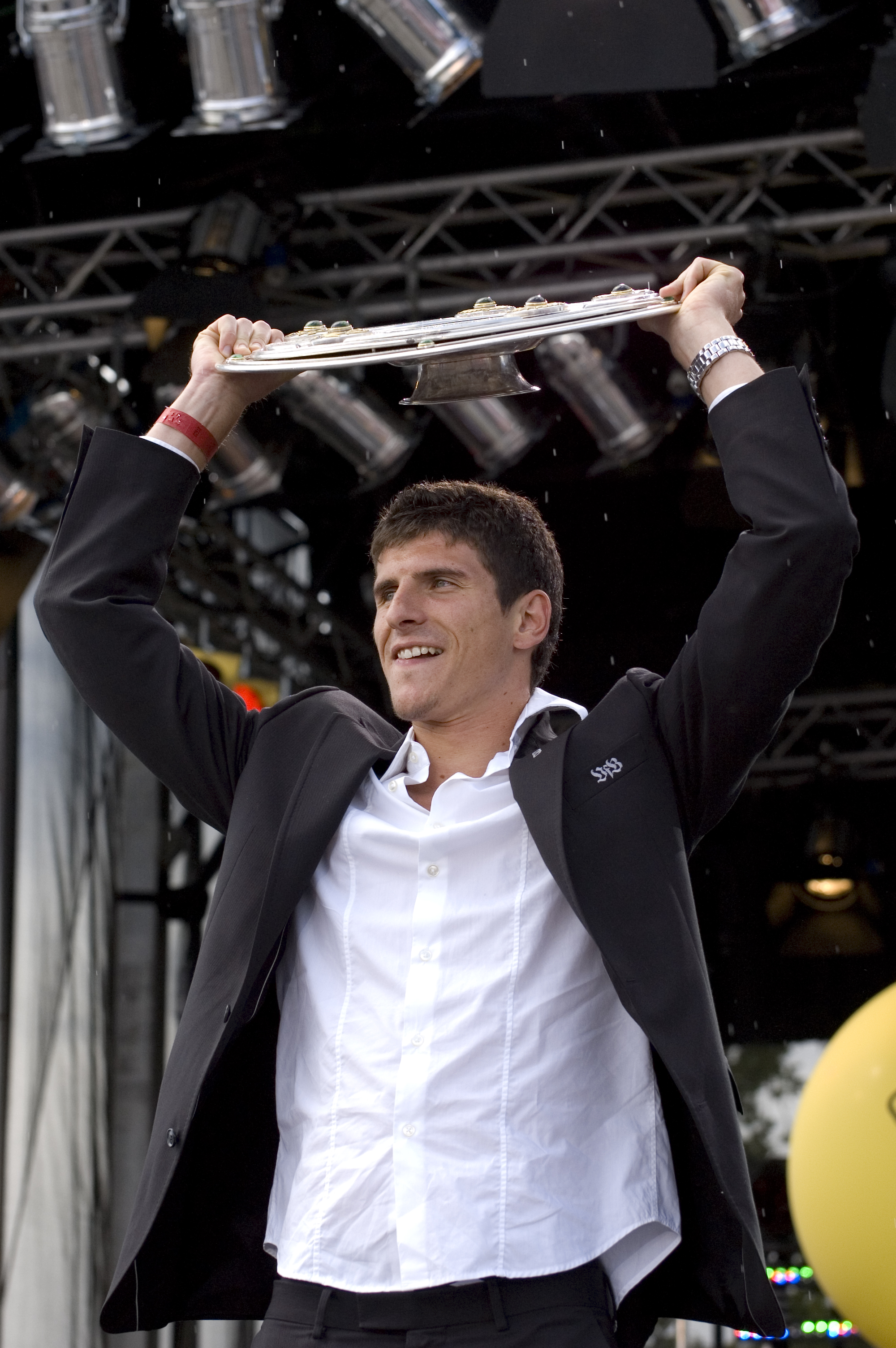
Маріо Гомес
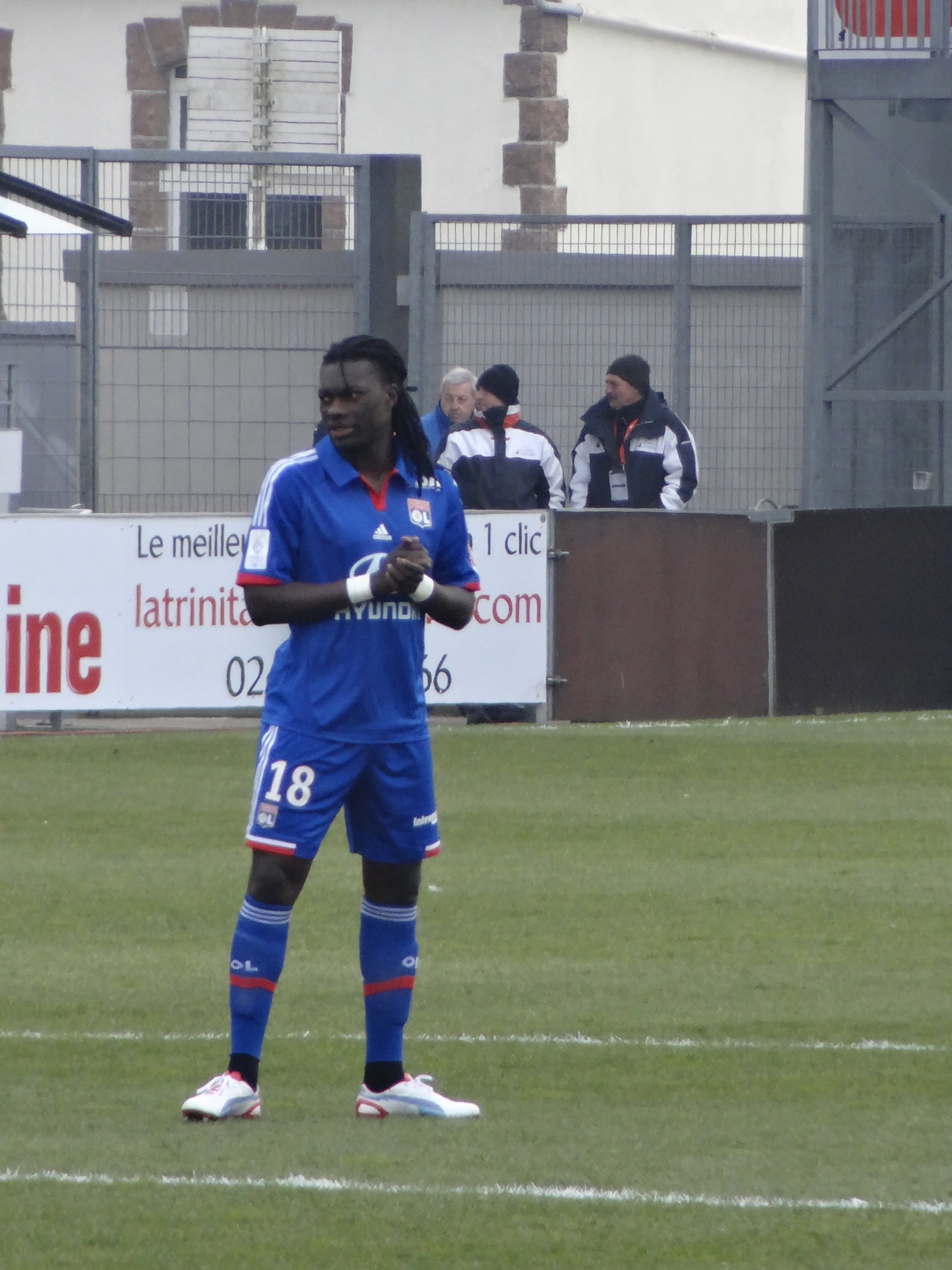
Бафетімбі Гоміс
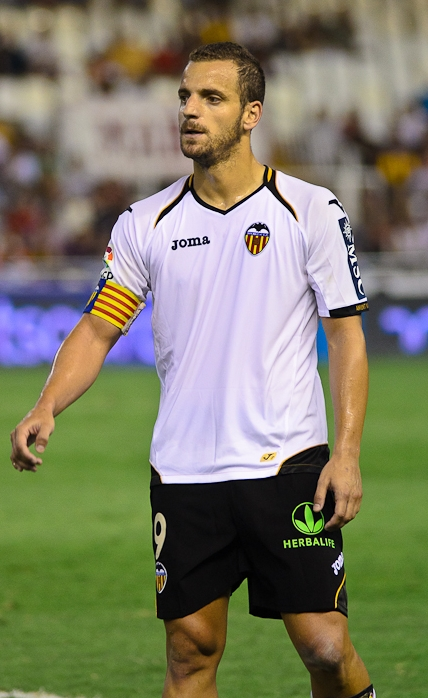
Роберто Сольдадо
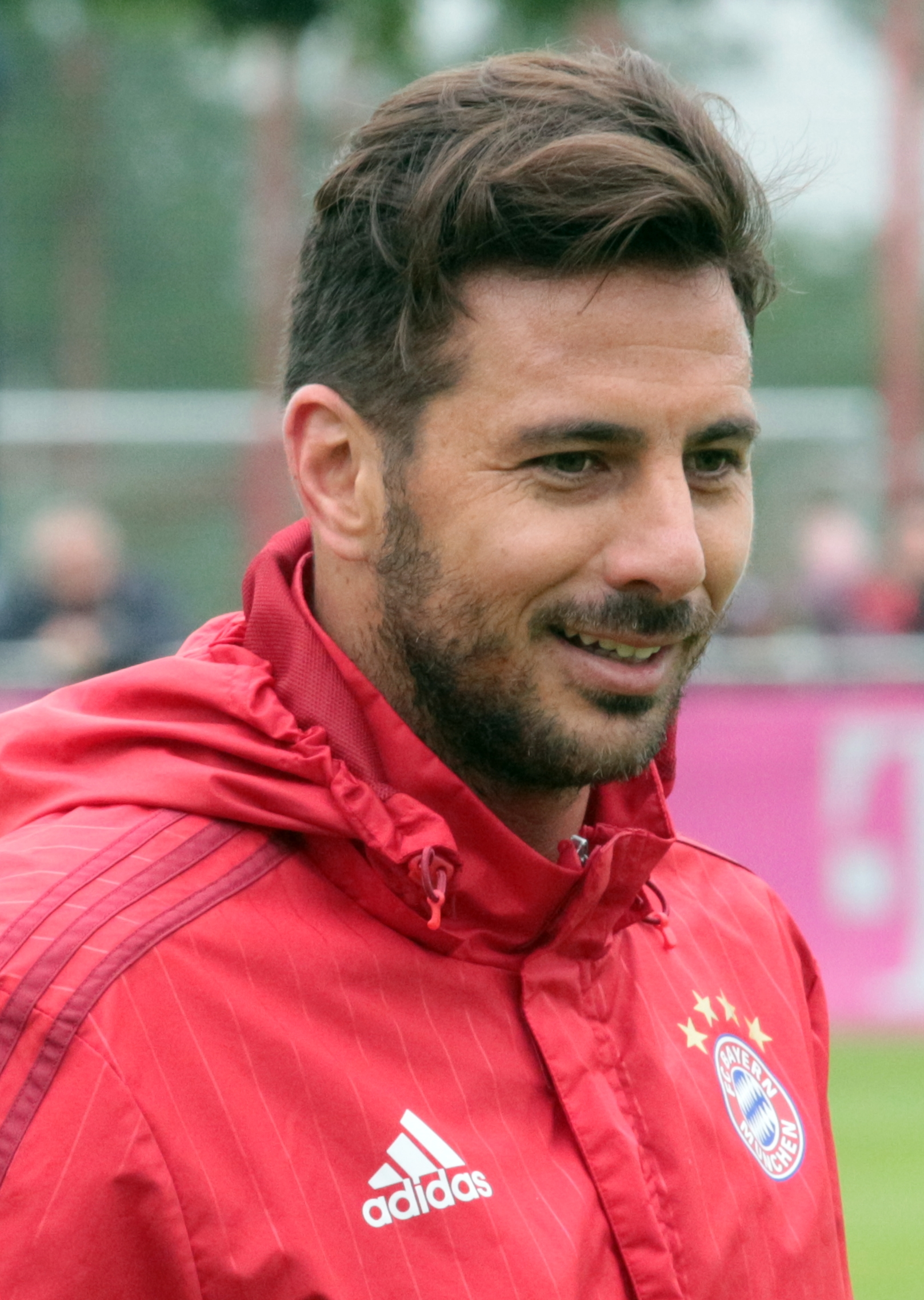
Клаудіо Пісарро
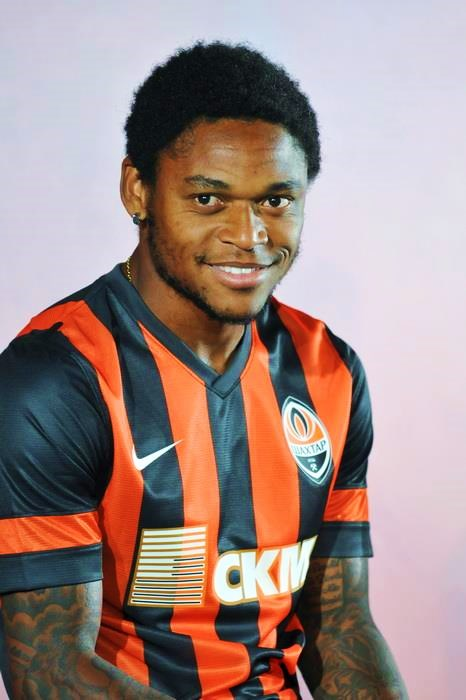
Луїс Адріано
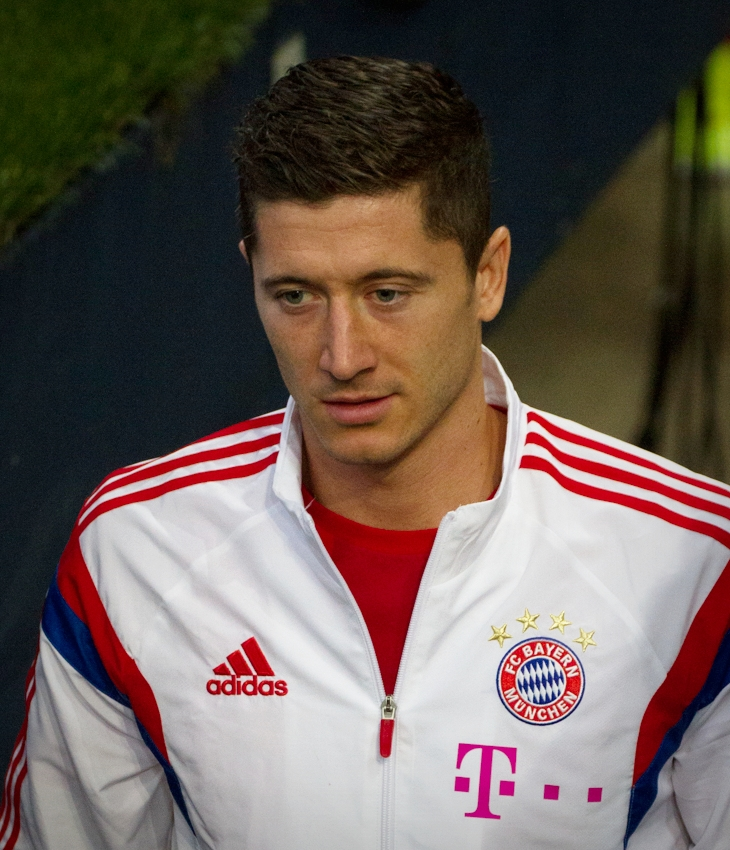
Роберт Левандовський
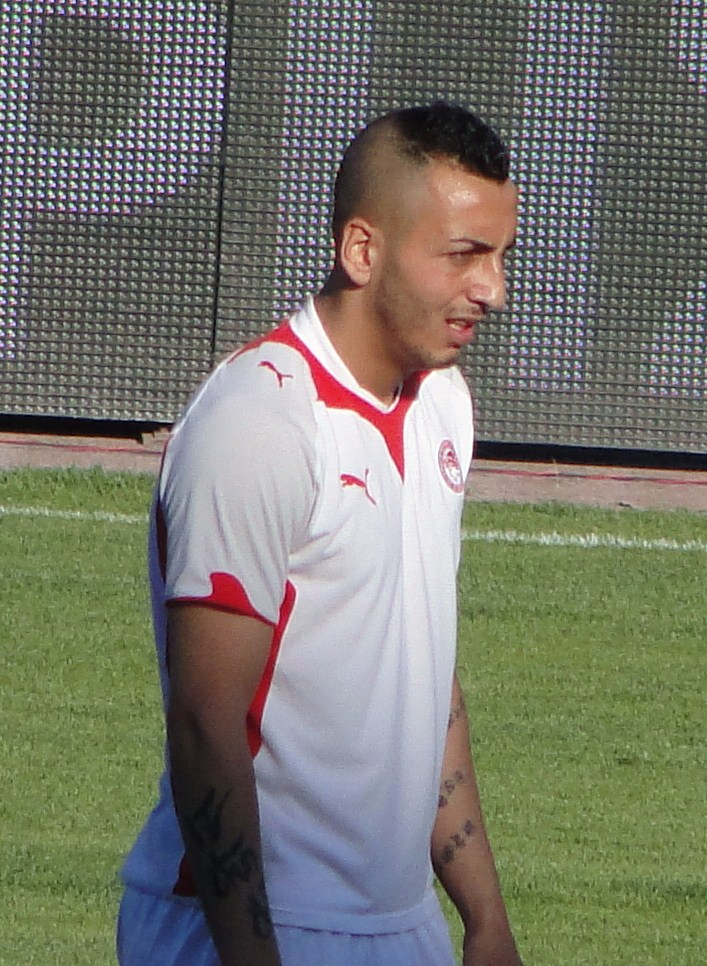
Констатінос Мітроглу
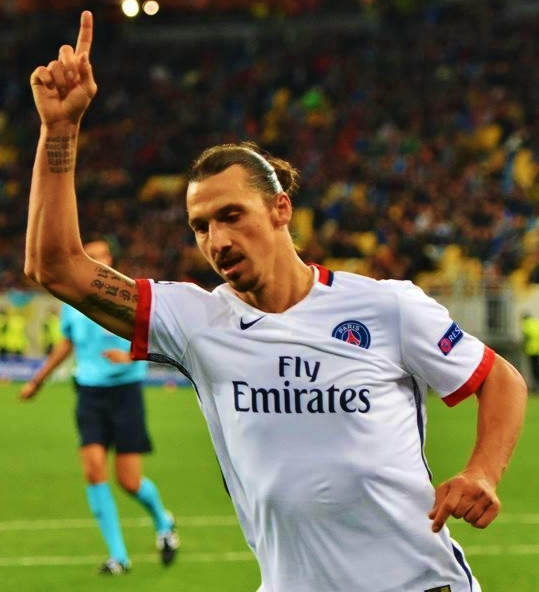
Златан Ібрагімович
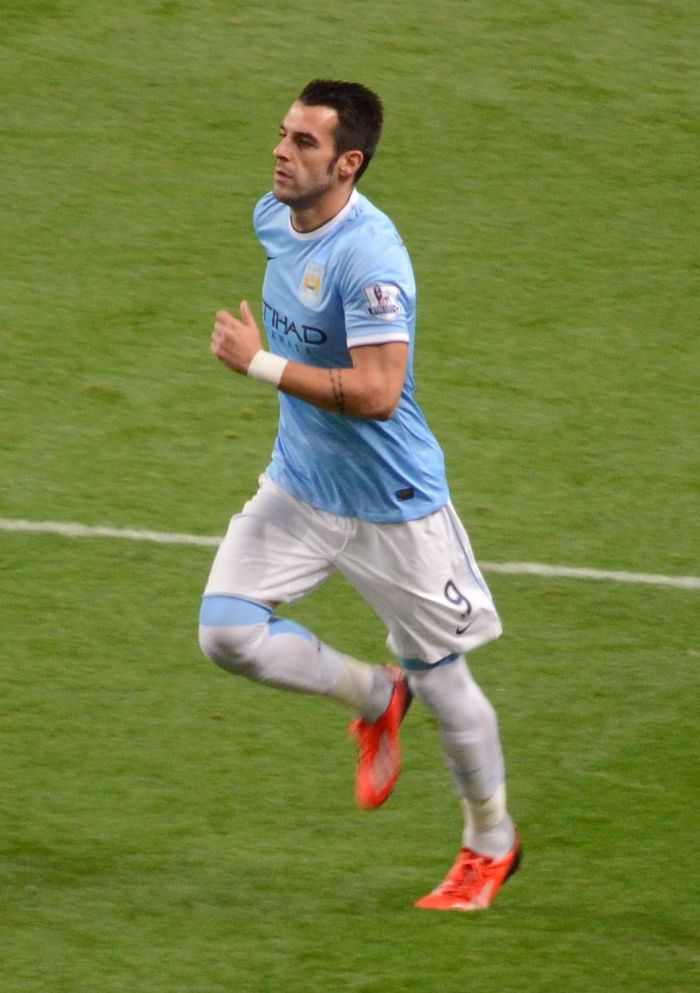
Альваро Негредо
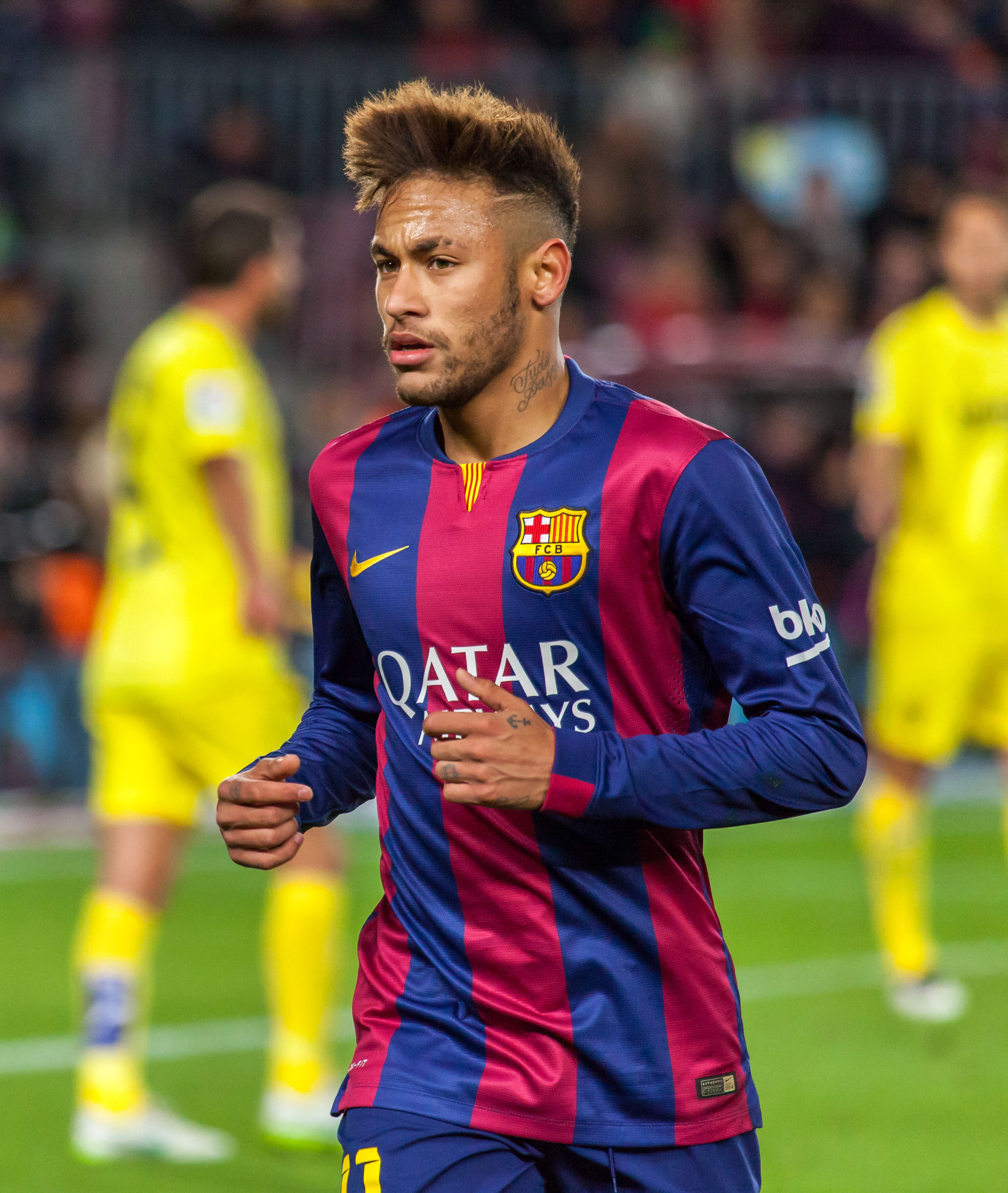
Неймар
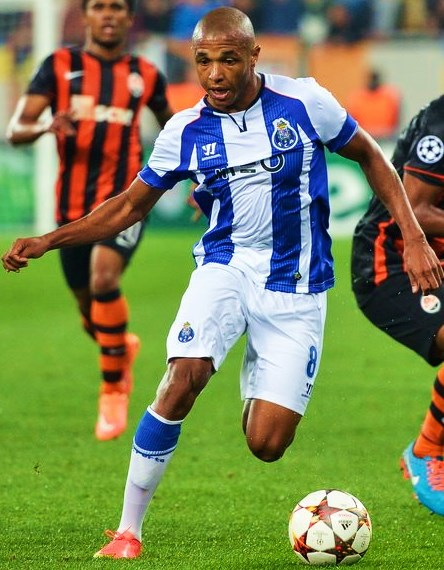
Ясін Брагімі
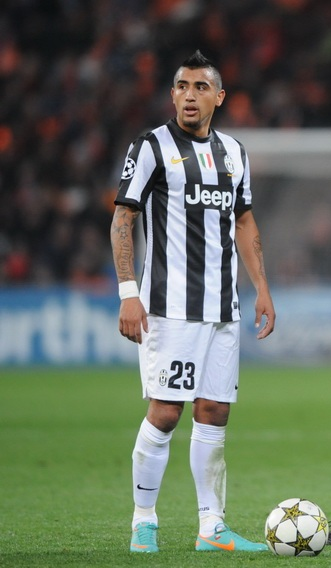
Артуро Відаль
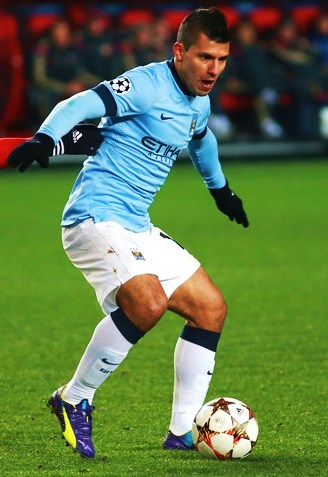
Серхіо Агюеро
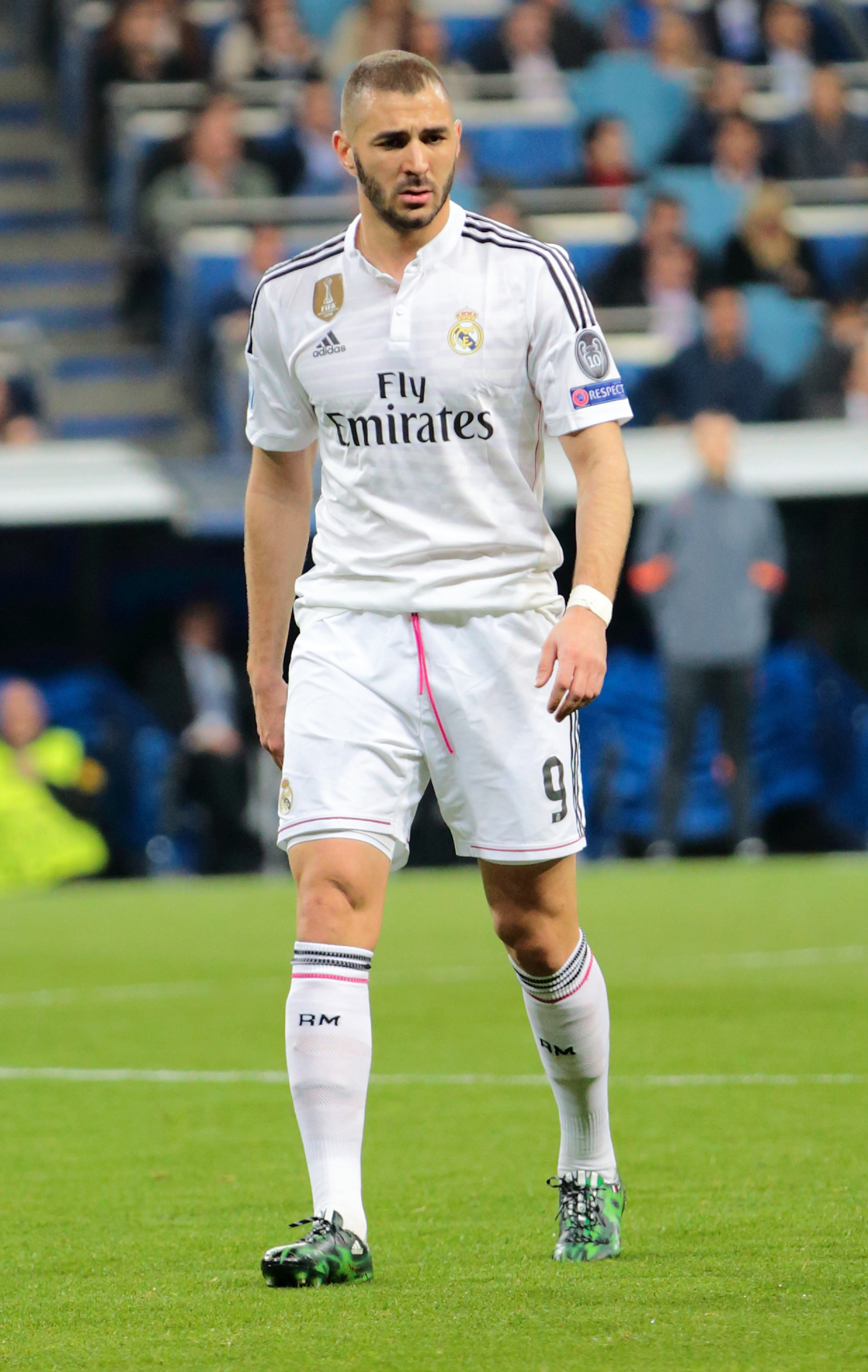
Карім Бензема
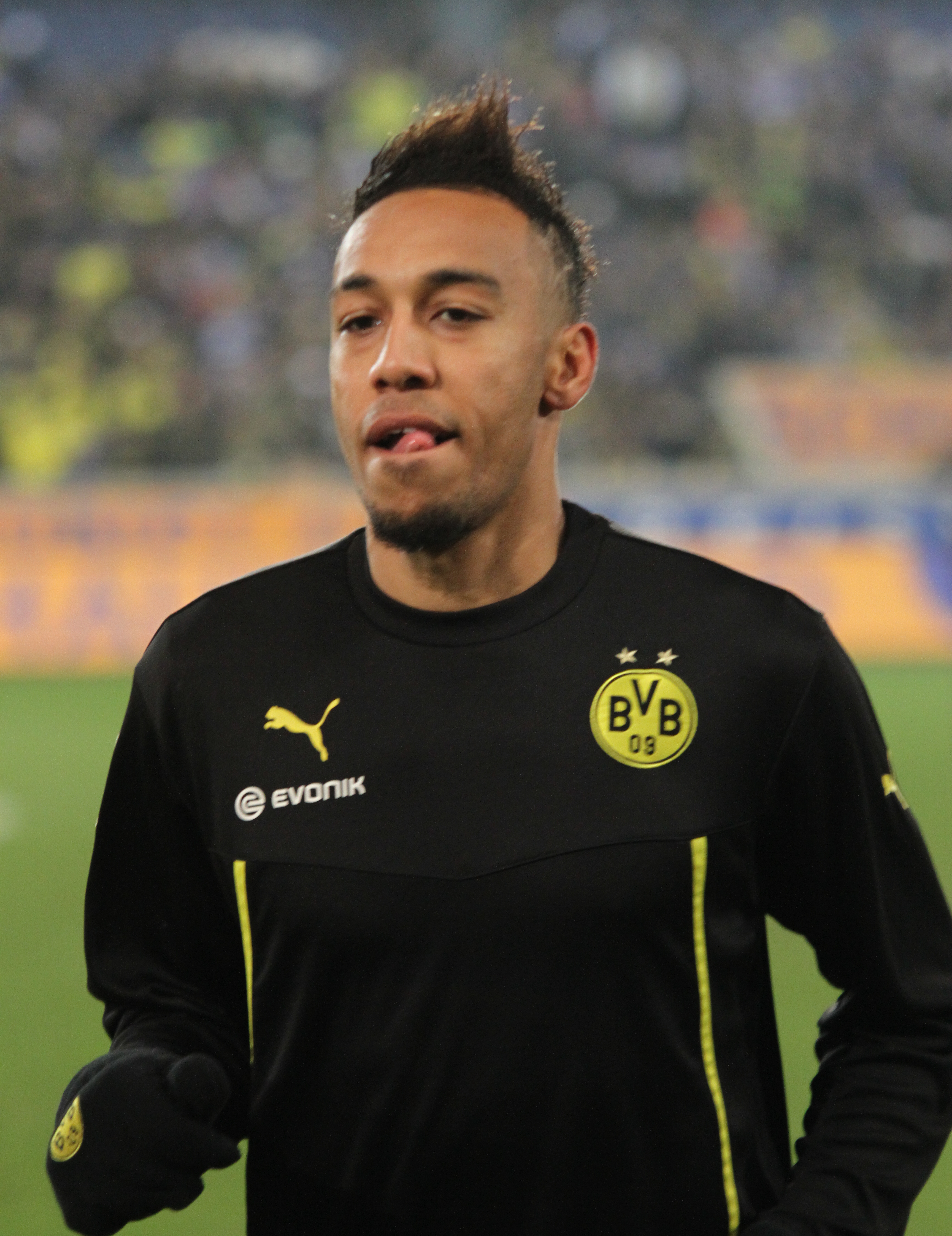
П'єр-Емерік Обамеянг
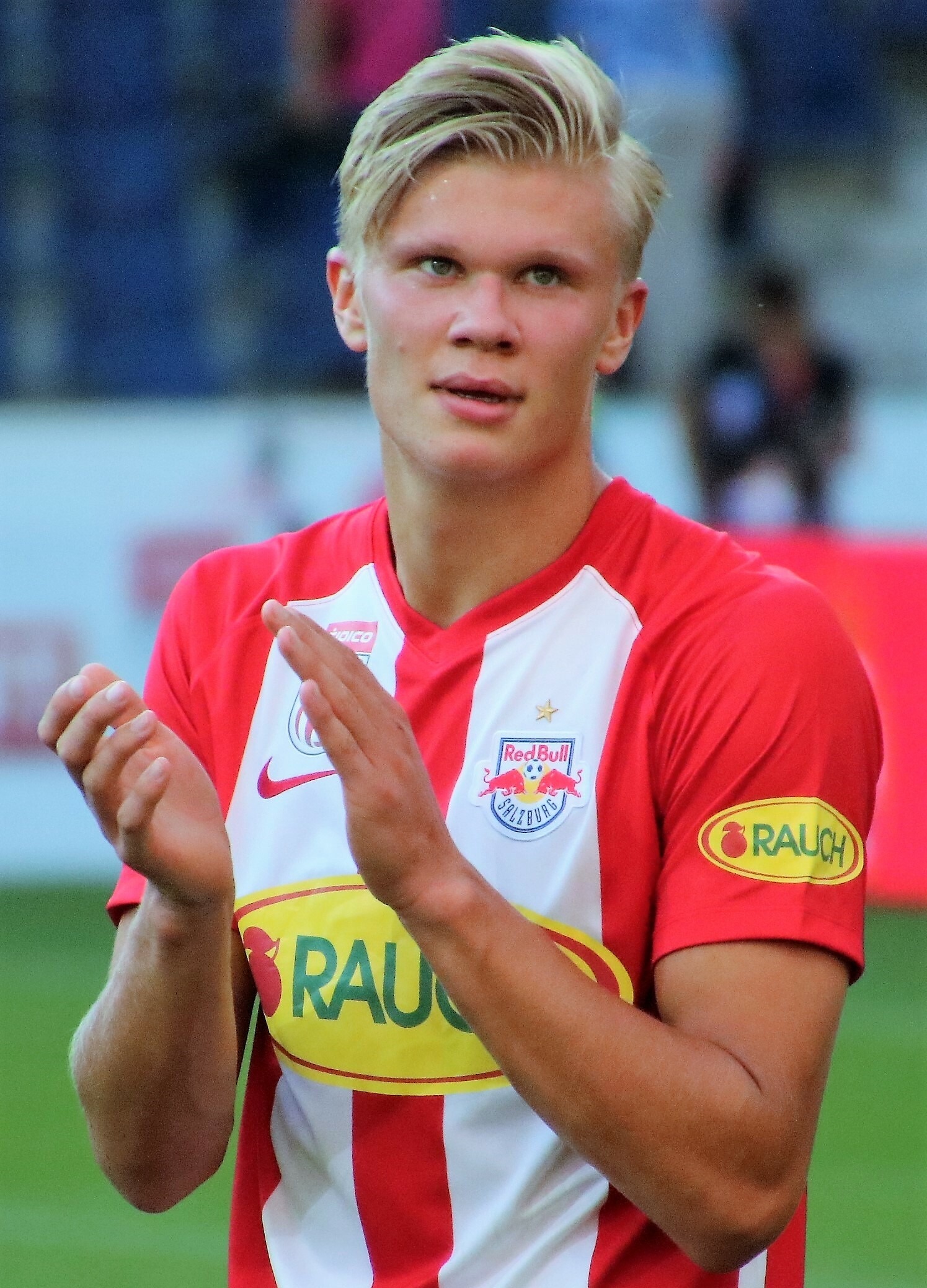
Ерлінг Браут Голанд
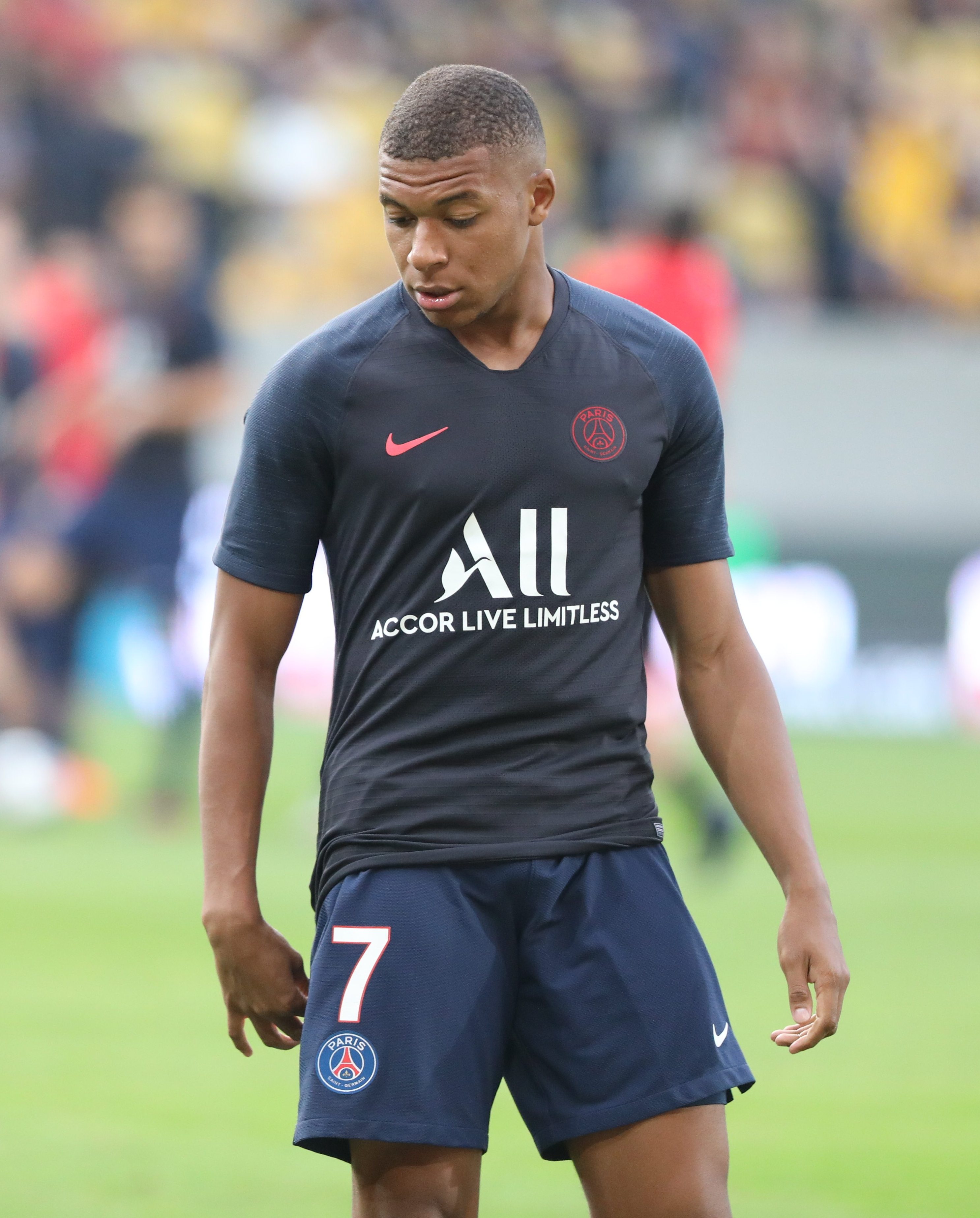
Кіліан Мбаппе

### 2020—2030
| Сезон                             | Гравець              | Дата              | Стадіон і місто                         | Клуб                  | Голи та результат матчу                                | Суперник              | Примітки |
| --------------------------------- | -------------------- | ----------------- | --------------------------------------- | --------------------- | ------------------------------------------------------ | --------------------- | -------- |
| 2020-2021 Груповий етап (група H) | Маркус Решфорд       | 28 жовтня 2020    | «Олд Траффорд», Манчестер               | «Манчестер Юнайтед»   | 5:0 74', 78', 90+2' 16 хвилин                          | «Лейпциг»             | [ 134 ]  |
| 2020-2021 Груповий етап (група B) | Алассан Плеа         | 3 листопада 2020  | «Олімпійський», Київ                    | «Боруссія М»          | 6:0 8', 26', 78' 70 хвилин                             | «Шахтар»              | [ 135 ]  |
| 2020-2021 Груповий етап (група D) | Діогу Жота           | 3 листопада 2020  | «Атлеті Адзуррі д'Італія», Бергамо      | «Ліверпуль»           | 5:0 16', 33', 54' 38 хвилин                            | «Аталанта»            | [ 136 ]  |
| 2020-2021 Груповий етап (група H) | Ірфан Кахведжі       | 2 грудня 2020     | «Башакшехір Фатіх Терім», Стамбул       | «Істанбул Башакшехір» | 3:4 45+3', 72', 85' 30 хвилин                          | «Лейпциг»             | [ 137 ]  |
| 2020-2021 Груповий етап (група E) | Олів'є Жіру4         | 2 грудня 2020     | «Рамон Санчес Пісхуан», Севілья         | «Челсі»               | 4:0 8', 54', 74', 83' (пен.) 66 хвилин                 | «Севілья»             | [ 138 ]  |
| 2020-2021 Груповий етап (група H) | Неймар               | 9 грудня 2020     | «Парк де Пренс», Париж                  | ПСЖ                   | 5:1 21', 38', 50' 29 хвилин                            | «Істанбул Башакшехір» | [ 139 ]  |
| 2020-2021 1/8 фіналу              | Кіліан Мбаппе        | 16 лютого 2021    | «Камп Ноу», Барселона                   | ПСЖ                   | 4:1 32', 65', 85' 53 хвилини                           | «Барселона»           | [ 140 ]  |
| 2021-2022 Груповий етап (група А) | Крістофер Нкунку     | 15 вересня 2021   | «Сіті оф Манчестер», Манчестер          | «Лейпциг»             | 3:6 42', 51', 63' 21 хвилина                           | «Манчестер Сіті»      | [ 141 ]  |
| 2021-2022 Груповий етап (група C) | Себастьян Алле4      | 15 вересня 2021   | Стадіон імені Жозе Алваладе, Лісабон    | «Аякс»                | 5:1 42', 51', 63' 21 хвилина                           | «Спортінг»            | [ 142 ]  |
| 2021-2022 Груповий етап (група E) | Роберт Левандовський | 2 листопада 2021  | «Альянц Арена», Мюнхен                  | «Баварія»             | 5:2 26', 61', 84' 58 хвилин                            | «Бенфіка»             | [ 143 ]  |
| 2021-2022 1/8 фіналу              | Роберт Левандовський | 8 березня 2022    | «Альянц Арена», Мюнхен                  | «Баварія»             | 7:1 12' (пен.), 21' (пен.), 23' 11 хвилин              | «Ред Булл»            | [ 144 ]  |
| 2021-2022 1/8 фіналу              | Карім Бензема        | 9 березня 2022    | Стадіон імені Сантьяго Бернабеу, Мадрид | «Реал Мадрид»         | 3:1 61', 76', 78' 17 хвилин                            | ПСЖ                   | [ 145 ]  |
| 2021-2022 Груповий етап (група E) | Карім Бензема        | 6 квітня 2022     | «Стемфорд Бридж», Лондон                | «Реал Мадрид»         | 3:1 21', 24', 46' 25 хвилин                            | «Челсі»               | [ 146 ]  |
| 2022-2023 Груповий етап (група C) | Роберт Левандовський | 7 вересня 2022    | «Камп Ноу», Барселона                   | «Барселона»           | 5:1 34', 45+3', 67' 33 хвилини                         | «Вікторія»            | [ 147 ]  |
| 2022-2023 Груповий етап (група A) | Мохаммед Салах       | 12 жовтня 2022    | «Айброкс», Глазго                       | «Ліверпуль»           | 7:1 76', 80', 81' 5 хвилин                             | «Рейнджерс»           | [ 148 ]  |
| 2022-2023 1/8 фіналу              | Ерлінг Голанн5       | 14 березня 2023   | «Сіті оф Манчестер», Манчестер          | «Манчестер Сіті»      | 7:0 22' (пен.), 24', 45+2', 53', 57' 23 хвилини        | «РБ Лейпциг»          | [ 149 ]  |
| 2023-2024 Груповий етап (група H) | Еванілсон            | 25 жовтня 2023    | «Босейлстадіон», Антверпен              | «Порту»               | 4:1 46', 69', 84' 38 хвилини                           | «Антверпен»           | [ 150 ]  |
| 2023-2024 Груповий етап (група D) | Жуан Маріу           | 29 листопада 2023 | «Ештадіу да Луж», Лісабон               | «Бенфіка»             | 3:3 5', 13', 34' 29 хвилин                             | «Інтер»               | [ 151 ]  |
| 2024-2025 Етап ліги               | Гаррі Кейн4          | 17 вересня 2024   | «Альянц-Арена», Мюнхен                  | «Баварія»             | 9:2 19' (пен.), 57', 73' (пен.), 78' (пен.) 54 хвилини | «Динамо»              | [ 152 ]  |
| 2024-2025 Етап ліги               | Карім Адеємі         | 1 жовтня 2024     | «Зігналь-Ідуна-Парк», Дортмунд          | «Боруссія»            | 7:1 11', 29', 42' 31 хвилина                           | «Селтік»              | [ 153 ]  |
| 2024-2025 Етап ліги               | Вінісіус Жуніор      | 22 жовтня 2024    | Стадіон імені Сантьяго Бернабеу, Мадрид | «Реал Мадрид»         | 5:2 62', 86', 90+3' 28 хвилин                          | «Боруссія»            | [ 154 ]  |
| 2024-2025 Етап ліги               | Рафінья              | 23 жовтня 2024    | «Камп-Ноу»                              | «Барселона»           | 4:1 1', 45', 56' 55 хвилин                             | «Баварія»             | [ 155 ]  |
| 2024-2025 Етап ліги               | Віктор Дьокереш      | 5 листопада 2024  | «Алваладе XXI», Лісабон                 | «Спортінг»            | 4:1 38', 49' (пен.), 81' (пен.) 43 хвилини             | «Манчестер Сіті»      | [ 156 ]  |
| 2024-2025 Етап ліги               | Луїс Діас            | 5 листопада 2024  | Енфілд, Ліверпуль                       | «Ліверпуль»           | 4:0 61', 83', 90+2' 31 хвилина                         | «Байєр 04»            | [ 157 ]  |
| 2024-2025 Етап ліги               | Вангеліс Павлідіс    | 21 січня 2025     | «Ештадіу да Луж», Лісабон               | «Бенфіка»             | 4:5 2', 22', 30' (пен.) 28 хвилин                      | «Барселона»           | [ 158 ]  |
| 2024-2025 Етап ліги               | Осман Дембеле        | 29 січня 2025     | «МХП-Арена», Штутгарт                   | ПСЖ                   | 4:1 17', 35', 54' 37 хвилин                            | «Штутгарт»            | [ 159 ]  |
| 2024-2025 Етап ліги               | Лаутаро Мартінес     | 29 січня 2025     | «Сан-Сіро», Мілан                       | «Інтер»               | 3:0 4' (пен.), 16', 67' 63 хвилини                     | «Монако»              | [ 160 ]  |
| 2024-2025 Етап ліги               | Морган Роджерс       | 29 січня 2025     | «Вілла Парк», Бірмінгем                 | «Астон Вілла»         | 3:0 3', 5', 90+1' 88 хвилин                            | «Селтік»              | [ 161 ]  |
| 2024-2025 Стикові матчі           | Кіліан Мбаппе        | 19 лютого 2025    | Стадіон імені Сантьяго Бернабеу, Мадрид | «Реал Мадрид»         | 3:1 3', 5', 90+1' 88 хвилин                            | «Манчестер Сіті»      | [ 162 ]  |
| 2024-2025 Чвертьфінал             | Серу Гірассі         | 15 квітня 2025    | «Зігналь-Ідуна-Парк», Дортмунд          | «Боруссія»            | 3:1 11' (пен.), 49', 76' 65 хвилин                     | «Барселона»           | [ 163 ]  |

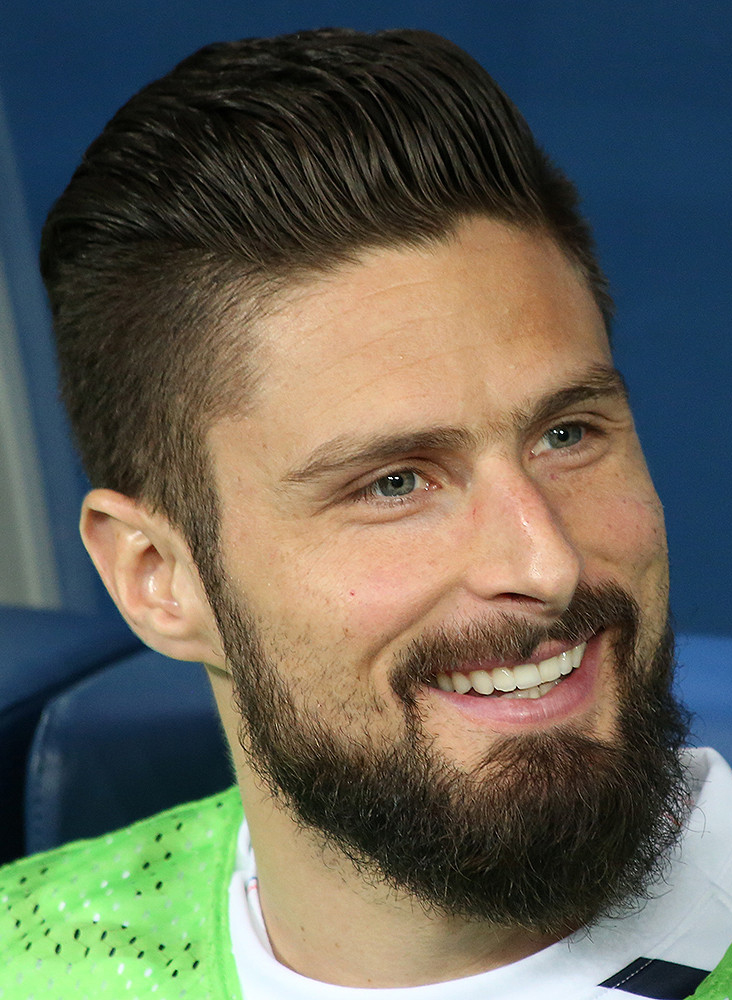
Олів'є Жіру
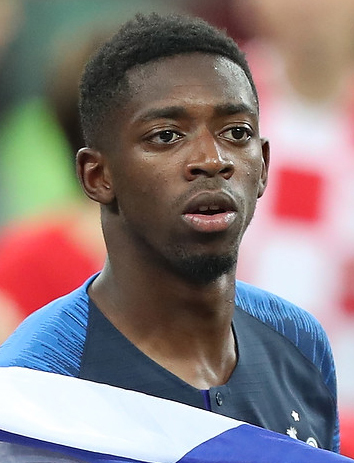
Усман Дембеле
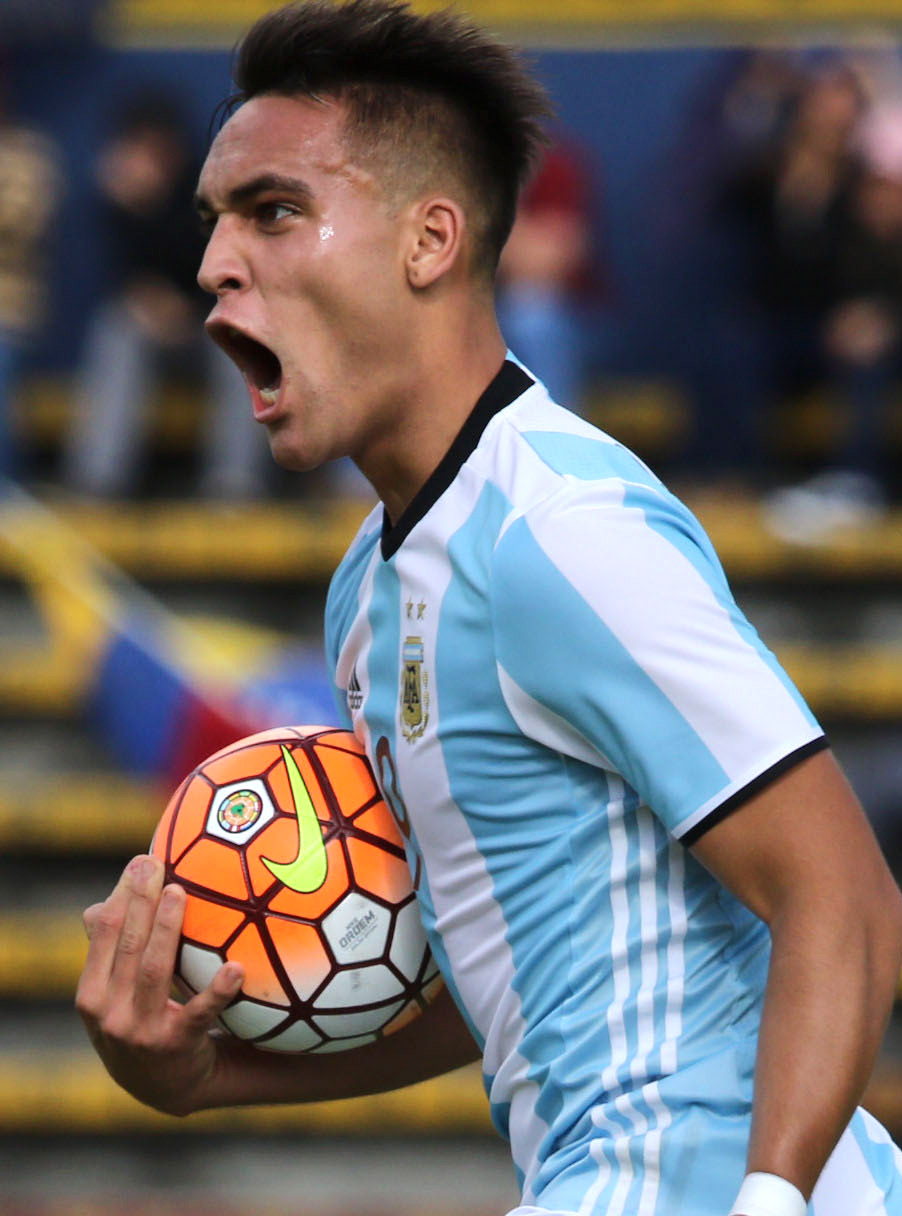
Лаутаро Мартінес
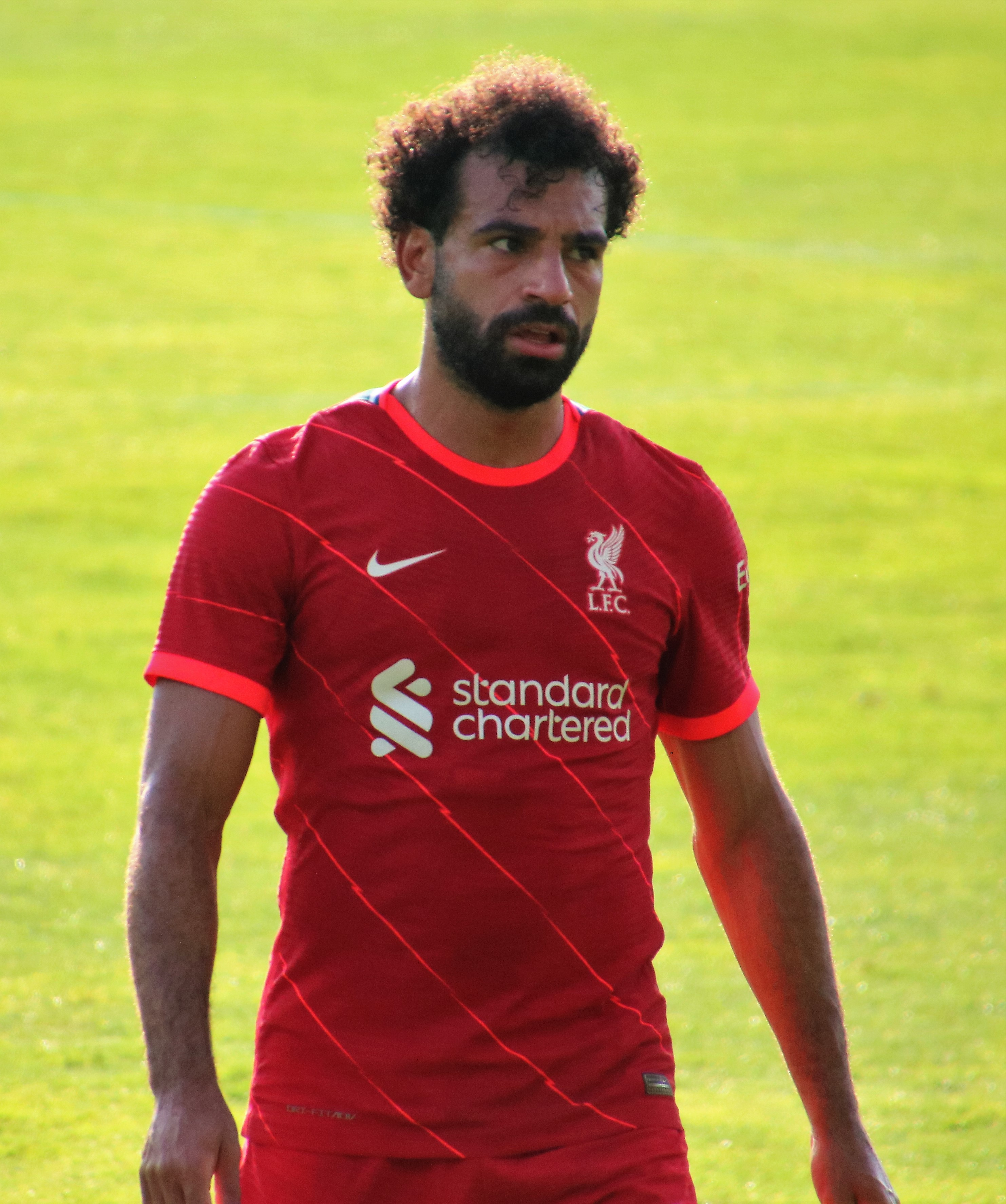
Мохаммед Салах
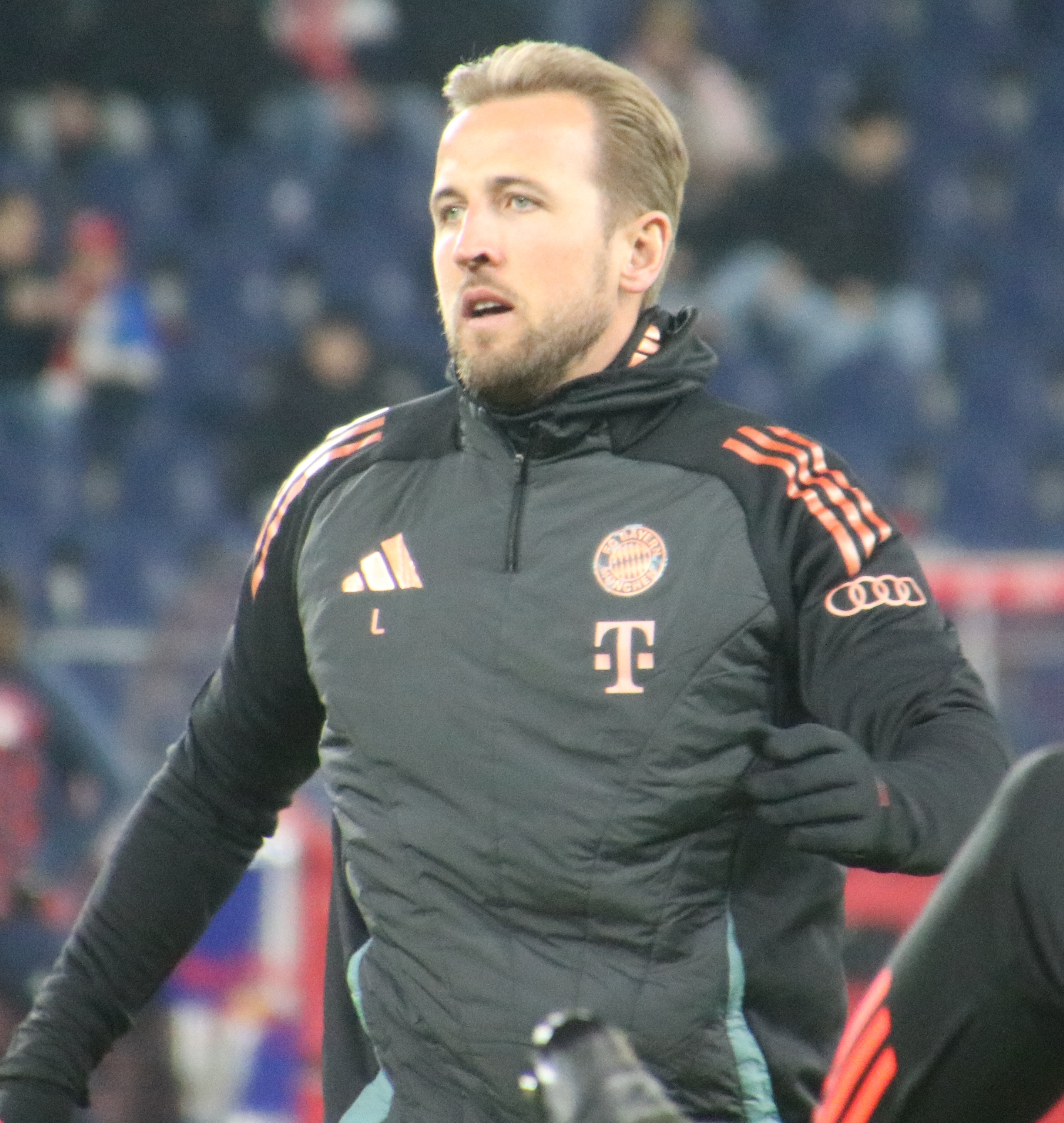
Гаррі Кейн

Дані на 15 квітня 2025 року; загальна кількість хет-триків – 159

## Статистика

### Персональна статистика
В таблиці наведені гравці, які зробили щонайменше два хет-трики у своїй кар'єрі.
| Гравець            | Кількість хет-триків | Клуб                              |
| ------------------ | -------------------- | --------------------------------- |
| Ліонель Мессі      | 8                    | «Барселона»                       |
| Кріштіану Роналду  | 8                    | «Реал Мадрид»; «Ювентус»          |
| Роберт Левандовскі | 6                    | «Борусія»; «Баварія»; «Барселона» |
| Карім Бензема      | 4                    | «Реал Мадрид»                     |
| Кіліан Мбаппе      | 3                    | ПСЖ, «Реал Мадрид»                |
| Луїс Адріану       | 3                    | «Шахтар»                          |
| Маріо Гомес        | 3                    | «Баварія»                         |
| Неймар             | 3                    | «Барселона»; ПСЖ                  |
| Філіппо Індзагі    | 3                    | «Мілан; Ювентус»                  |
| Адріано            | 2                    | «Інтернаціонале»                  |
| Андрій Шевченко    | 2                    | «Динамо»; «Мілан»                 |
| Гаррі Кейн         | 2                    | «Тотенгем», «Баварія»             |
| Дідьє Дрогба       | 2                    | «Марсель»; «Челсі»                |
| Ендрю Коул         | 2                    | «Манчестер Юнайтед»               |
| Ерлінг Голанн      | 2                    | «Манчестер Сіті», «Ред Булл»      |
| Жезус              | 2                    | «Манчестер Сіті»                  |
| Майкл Оуен         | 2                    | «Ліверпуль»; «Манчестер Юнайтед»  |
| Марко Сімоне       | 2                    | «Мілан»; «Монако»                 |
| Олів'є Жиру        | 2                    | «Арсенал», «Челсі»                |
| Роберто Сольдадо   | 2                    | «Валенсія»                        |
| Рой Макай          | 2                    | «Депортіво»; «Баварія»            |
| Руд ван Ністелрой  | 2                    | ПСВ; «Манчестер Юнайтед»          |
| Самюель Ето'о      | 2                    | «Барселона»; «Інтер»              |
| Серхіо Агуеро      | 2                    | «Манчестер Сіті»                  |

### Статистика по країнах

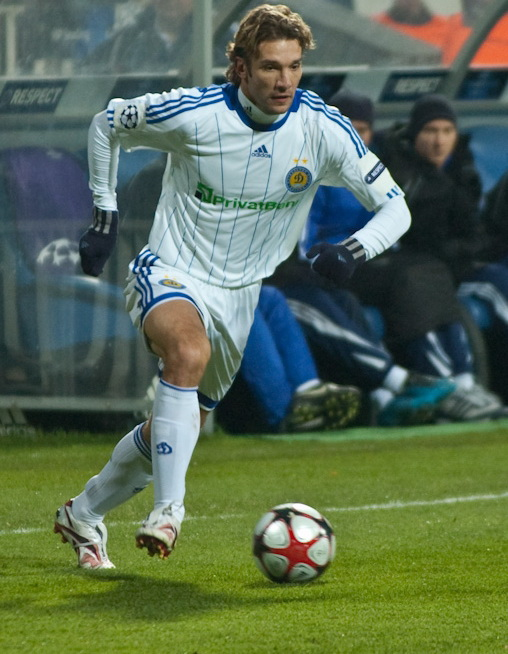
Андрій Шевченко — перший та єдиний українець, який оформив хет-трик в основному розіграші Ліги чемпіонів

Хет-триками відзначалися гравці з тридцяти шести країн. Лідером є Бразилія; серед європейських країн — Франція.
- Бразилія (23)
- Франція (19)
- Аргентина (13)
- Англія (13)
- Португалія (11)
- Іспанія (8)
- Італія (8)
- Німеччина (7)
- Польща (7)
- Нідерланди (6)
- Хорватія (5)
- Норвегія (4)
- Туреччина (4)
- Кот-д'Івуар (3)
- Греція (2)
- Камерун (2)
- Колумбія (2)
- Росія (2)
- Україна (2)
- Алжир (1)
- Боснія і Герцеговина (1)
- Грузія (1)
- Данія (1)
- Габон (1)
- Гвінея (1)
- Єгипет (1)
- Ізраїль (1)
- Нігерія (1)
- Перу (1)
- Сенегал (1)
- Словенія (1)
- Угорщина (1)
- Уельс (1)
- Уругвай (1)
- Фінляндія (1)
- Чилі (1)
- Швеція (1)
- Югославія (1)

### Статистика чемпіонатів
У Лізі чемпіонів беруть участь клуби з зони УЄФА. За весь час існування ліги відзначилися клуби зі шістнадцяти різних чемпіонатів:
- Лідером є іспанська Ла Ліга, гравці якої зробили сорок хет-триків
- В англійської Прем'єр-ліги тридцять шість хет-триків
- Наступною іде італійська Серія A; гравці клубів, які змагаються в ній, зробили двадцять один хет-трик
- Бундесліга посідає четверте місце зі двадцятьма хет-триками
- Клуби з французької Ліги 1 посідають п'яте місце з п'ятнадцятьма хет-триками
- Результат у клубів української Прем'єр-ліги та португальської Прімейра-Ліги — п'ять хет-триків
- У турецької Суперліги в активі три хет-трики
- По два хет-трики є у грецької Суперліги, російської Прем'єр-ліги, голандської Ередивізі та норвезької Тіппеліги
- По одному хет-трику в австрійської Бундесліги, ізраїльської Прем'єр-ліги, румунської Ліги I та хорватського чемпіонату.

### Клубна статистика
Наведені дані для клубів з мінімум двома хет-триками. Лідерами є два іспанські клуби — «Реал» та «Барселона», у кожної команди по 15 хет-триків.
- «Реал Мадрид» (16)
- «Барселона» (15)
- «Баварія» (12)
- «Ліверпуль» (7)
- «Манчестер Сіті» (7)
- «Манчестер Юнайтед» (7)
- «Парі Сен-Жермен» (7)
- «Арсенал» (6)
- «Ювентус» (6)
- «Мілан» (5)
- «Боруссія» (4)
- «Валенсія» (4)
- «Інтернаціонале» (4)
- «Шахтар» (4)
- «Марсель» (3)
- «Тоттенгем» (3)
- «Аякс» (2)
- «Бенфіка» (2)
- «Депортіво» (2)
- «Лаціо» (2)
- «Ліон» (2)
- «Монако» (2)
- «Ньюкасл Юнайтед» (2)
- «Олімпіакос» (2)
- «Порту» (2)
- «Русенборг» (2)
- «Челсі» (2)